# 手裏劍戰隊忍忍者
《手裏劍戰隊忍忍者》是由日本東映製作的《超級戰隊系列》第39部特攝作品，於2015年（平成27年）2月26日至2016年2月7日期間每週日上午7時30分在朝日電視台首播。

## 本作特色
- 《超級戰隊系列》史上首次推出紅、藍、黃、白、粉紅五色成員[1]。
- 《超級戰隊系列》史上首次採用五個漢字作為電視版標題。
- 本作繼1994年的《忍者戰隊隱連者》及2002年的《忍風戰隊破裏劍者》後，第三次以「忍者」作為主題的戰隊，而這兩部戰隊的成員亦於本作的本篇出場。
- 《超級戰隊系列》首名紅色戰士：《秘密戰隊五連者》的赤連者亦於本篇出場。
- 本作首次使用刀劍型變身器[2]。
- 本作繼《海賊戰隊豪快者》後，第二次出現追加戰士所屬的專屬強化型態。
- 本作首次出現主角們為堂／表兄弟姐妹、以及祖父、父、子、孫子四代同堂。
- 本作首次五位初期成員之演員皆為平成時代出生，三位男演員皆為牡羊座，兩位女演員皆為摩羯座。
- 本作首次出現小兵會說話。
- 本作繼《侍戰隊真劍者》後，第二次以日本妖怪作為怪人的設定。
- 本作再次創下最年長的變身者，為飾演伊賀崎好天的笹野高史[3]。
- 本作為《超級戰隊系列》繼《侍戰隊真劍者》[4]、《特命戰隊Go Busters》[5]和《烈車戰隊特急者》[6]之後第四次在電視節目中與不同特攝系列作品進行跨界合作[7]。
- 本作自《特命戰隊Go Busters》以來連續四次均設定藍色戰士為最年長的初期成員[8]。
- 本作繼前作《烈車戰隊特急者》後再次出現未成年的初期成員演員。
- 本作繼《電擊戰隊變化人》及《魔法戰隊魔法連者》後，第三次在初期同時出現白色及粉紅色戰士。
- 本作繼《魔法戰隊魔法連者》後，睽違10年初期成員再次出現男性黃色戰士的戰隊[9]。
- 本作繼《百獸戰隊牙吠連者》後，睽違14年後再次出現紅、藍和黄三名男性戰士同台登場的戰隊；也是初期常規成員再次出現女性白色戰士的戰隊[10]。
- 本作繼《五星戰隊大連者》、《超力戰隊王連者》、《侍戰隊真劍者》和《獸電戰隊強龍者》後，第五次出現未滿18歲的追加戰士演員。
- 本作繼《未來戰隊時間連者》、《魔法戰隊魔法連者》、《天裝戰隊護星者》和《海賊戰隊豪快者》後再次在劇中出現在同一組合之下擁有兩種機器人形態的巨大機器人[11]。
- 本作變身戲服（上半身）與6年前《侍戰隊真劍者》一樣用和服來作設計。
- 本作為《超級戰隊系列》史上最早出現強化武裝的戰隊[12]。
- 本作為《超級戰隊系列》繼《百獸戰隊牙吠連者》和《魔法戰隊魔法連者》後再次出現非追加合體的六機組合體機械人。
- 本作繼《五星戰隊大連者》、《忍者戰隊隱連者》、《超力戰隊王連者》、《激走戰隊車連者》、《電磁戰隊百萬連者》、《未來戰隊時間連者》、《爆龍戰隊暴連者》、《魔法戰隊魔法連者》、《炎神戰隊轟音者》、《侍戰隊真劍者》和《特命戰隊Go Busters》後再次出現由紅戰士專屬的戰鬥機器人。
- VS劇場版首次出現第四代赤忍者，即飾演伊賀崎快晴的石川樹。

## 故事概要
战国时代──
以恐怖來统治天下 最兇最惡的武将「牙鬼幻月」。
由「伊贺崎家」率領的一群忍者, 經過激烈的战斗，打倒了「牙鬼幻月」。
但「牙鬼幻月」却留下了不详的预言…
「444年后, 我将變成妖怪复活再次以恐怖支配天下!」
时光流逝──
末代忍者「伊贺崎好天」跟复活的妖怪「牙鬼幻月」決鬥, 并成功将它封印。
时光再次流逝 到了现代──
「牙鬼幻月」的封印被解除, 「牙鬼幻月」的怨念生出了一批妖怪，這些妖怪们组成「牙鬼军团」，
為了讓「牙鬼幻月」完全復活，妖怪們到處蒐集人們的恐懼心，开始向人们展开袭击!
緊急時刻，出现了5个年轻人。
他们正是伊贺崎家的末裔, 也就是末代忍者・伊贺崎好天的孫子們!
「當忍則忍，可不忍則不忍！」
三代同堂，用火熱的「忍者心」（Nintality），以及各種異想天開的忍術來漂亮的擊退妖怪！
为了繼承祖父的「末代忍者」這個封號, 也為了阻止妖怪軍團讓「牙鬼幻月」復活，
现在他们不僅不忍，還要大肆反擊!

## 設定
封印的手裏劍
伊賀崎好天用以封印牙鬼幻月而使用的48塊手裏劍，後來全數遭邪氣污染並可侵入物品以製造妖怪。忍忍者們需於戰鬥中回收這些封印的手裏劍。
當忍忍者們的修為達到一定程度時可變化為不同的忍手裏劍協助戰鬥，徵兆為封印的手裏劍會變得很燙。
除此之外，另外還有一塊足以毀天滅地的終結的手裏劍，但下落一直不明。金次曾經希望得到此手裏劍以復活死去的父親及兄長。此手裏劍於第37集時作為暫時性的遊戲道具並由黃忍者使用。後得知其實當年封印之戰時，好天實際上已戰死，目前是靠其能暫時存在，但在第46話時，遭牙鬼久右衛門新月（十六夜九衛門）暗算殺害並奪走。
第47話，忍忍者利用終結的手裏劍創造一个“没有終結的手裏劍的世界”，在完成這個願望後終結的手裏劍消失。
伊賀崎忍術道場
為忍忍者的大本營。前後出現兩代的忍術道場，初代忍術道場已經於第1集開始時被十六夜九衛門及其手下燒燬。
現時所見的忍術道場為第二代，由伊賀崎好天另覓地點重建。現時除了作為忍忍者們的忍術學校外，道場亦成為伊賀崎旋風及五名忍忍者的家。
恐懼之力
液態狀的物質，由牙鬼軍團等人藉由攻擊人類。人類因而恐懼產生出來。並由十六夜九衛門的葫蘆負責蓄積。為牙鬼幻月及幹部們復活的必需品。
末代忍者
為忍者們所夢想得到的最高榮譽稱號。在第44話中，在好天的告知下，得知這其實是很殘忍的背負，原因在於繼承此稱號者，必須將前代擁有者殺死，並奪走其忍者之力。目前擁有者為伊賀崎好天。
後忍忍者全體決定放棄繼承，改以尋找全新的道路成為新一代的末代忍者。

## 登場人物

### 伊賀崎流忍術道場

#### 手裏劍戰隊忍忍者
除星忍者外，其他五人皆為好天的孫子。不論變身前後，皆常使用忍術。天晴和風花為親兄妹，其他三人為表兄妹。但仍然未知五人的輩份次序。（按照目前劇情發展，長幼次序可推斷為：天晴、霞、八雲、風花、凪）。而五人的名字以及相關家人的名字皆源自於天氣現象所命名。

戰隊各成員唱名後先由赤忍者喊「雖是忍者亦有不忍之時！」，然後由星忍者喊「雖是忍者也會徹夜狂歡！」，最後6人齊喊「手裏劍戰隊忍忍者！」。唱名後的決定性的台詞是「管他是不是忍者！盡情大鬧一番！」。
 赤忍者
伊賀崎 天晴
演：西川俊介
旋風的兒子、風花的哥哥。比起思考，首先是行動的類型，「船到橋頭自然直」信條的樂觀者並且熱愛忍者，比任何人都還要崇拜爺爺好天，更曾被前輩忍者紅及破裏劍紅評為「根本不是能夠進行實戰的水平」。根據第4話顯示，關東煮中最喜歡的是水煮蛋，雖然如此但卻也沒有表明不喜歡其他的食材。在遇到感興趣或讓情緒高漲的事情時口頭禪為「好火熱呀！（熱いぜ!）」「燃燒起來了！（燃えてきたー!）」
在第20集時得到獅子王的認同並成功變身為超絕紅忍者。第26集時因為被妖怪以安裝了妖手裏劍的小鎚擊中而巨大化，其巨大化一幕更模仿超人力霸王變身動作以作致敬。
八雲稱呼天晴為「天哥」、凪稱呼天晴為「小天」、瀧川稱呼天晴為「少爺仔」。
在38集裡從忍者成人禮的照片得知，忍忍者六人之中已過成人禮的人。
大戰結束後持續新最終忍者的修練，並且有4個小徒弟拜他為師並跟隨他修行。
變身口號：「暴烈天晴」
其他登場作品：《連續4週特別篇 超級戰隊最強對戰!!》
伊賀崎 旋風
演：矢柴俊博
天晴和風花的父親，好天的獨子，八雲、凪以及霞的舅舅。雖貴為忍者家族，卻不是忍者，但具有相當豐富多元的忍者知識及訊息。口頭禪為「說不定」。好天沒教授他忍術的原因是因為好天認為他沒有當忍者的特質，故此曾經因而埋怨好天並痛恨自己的軟弱，但仍然以扶植忍忍者們成功繼承好天的「末代忍者」稱號為目標而一直當忍忍者們的後援。於16集談話中旋風曾被稱作天才忍者，28集時好天向忍忍者們表示旋風的忍者力量被十六夜九衛門奪去並用作十六夜流忍者的力量根源，導致旋風無法使用忍術且被洗去當年接受訓練時的記憶。雖然於16集天晴等人苦戰傘鬼時奇蹟成功使出自己修練過的龍卷之術，但事後還是無法使用忍術。懇切地拜託在外闖蕩的天晴能夠回來繼承「伊賀崎流忍術道場」。至於被搶的忍者之力在第45集時由忍忍者們成功打敗牙鬼久右衛門新月並從他身上重新奪回，令旋風能夠恢復使用忍術並變身為帶灰色肩帶的紅忍者。
變身口號：「無窮無盡日之環」
伊賀崎 好天
演：笹野高史
旋風的父親，天晴與風花的祖父，八雲、凪、霞的外公，金次瀧川所崇拜的對象。傳言在牙鬼幻月復活後打敗了他，並且將其封印，而有著「末代忍者」稱號，起初一直被天晴等人以為已經過世。
在第一集的最後現身，並帶來五臺伴忍。懂得說義大利語，而且非常喜歡義大利的文化。曾經誤收十六夜九衛門作為自己的入門弟子，因此一直沒有承認金次瀧川的入門弟子身份。但於第20集結尾批准金次瀧川入門。第41集時自己的手部曾消失一段時間，他亦自言自語說「是時候該離開我獨立了」。第45集時變身為帶金色肩帶的赤忍者，成為超級戰隊最年老戰士。於第46集被九衛門殺死並搶走終結手裡劍，從而證實好天當年跟牙鬼幻月的戰鬥中真的死了，所以他依靠身上的終結手裡劍的力量而得以英魂的方式存活，而終結手裡劍被搶奪而導致自己魂飛魄散。為超級戰隊史上第一個首次登場時已經是死者的戰隊指揮者。
變身口號：「斬草除根猛旋風」
加藤·克勞德·八雲／ 青忍者
演：松本岳
從英國回來的青年。為隊伍如同司令塔的頭腦派。之前在英國學習西洋魔法，《魔法戰隊魔法連者》的魔法黃---小津翼曾教授他雷系魔法。雖然對忍術抱持著否定的看法，但是在成員之中唯一在使用忍手裏劍用的最好的，並希望能夠成為史上首個同時精通魔法的魔法忍者。說話時帶有英文口音。「Easy」為八雲的口頭禪。
外表看似冷靜，但其實內心非常容易發火，而且為人非常沒有耐心。他把紅忍者及好天當成自己的敵手。
天晴及阿霞直接稱呼八雲的名字、瀧川稱呼八雲為「八兒」

在38集中為了忍者成人禮上適合魔法忍者的服裝傷腦筋。其後得知於英國學習魔法時曾經被校長的女兒追求過
自認為是英國人，所以經常被風花和凪私底下吐嘈又不是英國人，而本人渾不知覺。
大戰結束後回到魔法學校教導魔法忍術，但因還是不太熟練而出錯。
變身口號：「轟鳴八雲」
其他登場作品：《假面騎士x超級戰隊 超 超級英雄大戰》
松尾 凪／ 黃忍者
演：中村嘉惟人
喜歡黏人、個性開朗的可愛小弟。是成員中最年少的，就讀高一。平時看起來好像什麼都沒有在想什麼，但實際上為了將來考取各種證照，是個證照狂，對他來說忍者也是一種證照。根據第3話結尾表示，凪已經把忍術的參考書全都看完，並且將其他四位成員當成自己學習忍術的依據。「鏘鏘」是他的打招呼。
經常和風花私底下吐嘈八雲又不是英國人，而八雲卻不知覺。
第八話曾被風花的同學加奈和麻理子誤會成風花男友。
大戰結束後回到學校繼續為大學考試苦讀。
變身口號：「輝映如凪」
伊賀崎 風花／ 白忍者
演：矢野優花
旋風的女兒、天晴的妹妹。純真且積極的可愛少女，常被靠不住的爸爸跟哥哥耍得團團轉。雖然很努力，但有時會凸槌。
經常和凪私底下吐嘈八雲又不是英國人，而八雲卻不知覺。
凪稱呼風花為「小風花」。
大戰結束後參加偶像的面試會，使用分身術卻使評審嚇了一跳。
變身口號：「一朵雪花」
其他登場作品：《動物戰隊獸王者 超級動物大戰》
百地 霞／ 桃忍者
演：山谷花純
在大學研究科學的天才型少女。喜愛科學，臉上帶著笑容但講話聽起來像是在挖苦別人。懂得禮貌，說話有點毒舌，對忍者和外公有一份熱忱的心。擅長使用隱身布如變色龍一樣根據身邊的環境隱藏自己不讓別人發現。
八雲稱呼霞為「霞姊」。最喜歡的事物是鬼怪。
38集中得知第二年一月將面臨忍者成人禮，而在看相關書籍尋找適合自己的服裝。
大戰結束後則以忍者手裏劍為她最新的研究。
變身口號：「搖曳彩霞」
金治·瀧川／ 星忍者
演：多和田秀彌
跟天晴等人沒有親屬關係，是伊賀崎好天游歷世界並去到美國時遇到的年輕人。目標為希望成為好天的入室弟子，但好天一直並未承認他，並且要求在時限內打敗自己及天晴等人才承認他作為自己的弟子。亦因此非常熟練跟伊賀崎好天一樣所擅長的風屬性忍術及多重分身，同時亦使用只有自己一人成功練就的雷屬性忍術。
自稱為妖怪獵人，甚至會跟妖怪自拍合照。喜歡吃漢堡，故此連專用手機亦是漢堡形。與八雲一樣說話時帶有英文口音。於第8集巨大戰後駕馭牛丸首次出場時已經在說英語。
在17集時因為入門考試時限已過，但金次仍未成功打敗天晴等人，故此被迫離隊。為超級戰隊史上最早發生戰隊成員暫時離隊的記錄。但於第18集時因為天晴等人召喚衝浪丸而將金次帶回日本並在第20集結尾時正式成為伊賀崎好天的入門弟子。
天晴等人起初稱呼金次為「星先生」，直至金治入門後眾人才直接稱呼他名字。
第27集曾接受過九衛門的妖術注入妖力於體內以打敗西洋妖怪狼人，而且當時與狼人戰鬥中亦留下了爪傷，結果在第35集結尾時拔出傳說中的妖刀浦鮫導致妖力大量爆發並變為狼人。最後第36集時成功逼走所有妖力並令妖刀浦鮫變成忍者激熱刀，甚至強化變身為超級星忍者。
大戰結束後到世界各處旅行及販賣忍者關東煮。
變身口號：「多彩之星」

### 支援者
加藤春風（伊藤裕子 ／香港：陸惠玲）
八雲的母親，好天的女兒，伊賀崎旋風的姐姐。職業為時裝設計師。由於認為忍術非常古板而反對八雲成為忍者並支持八雲學習魔法。
第22代·雜賀鐵之助（板垣瑞生 ／香港：曹啟謙）
17歲，1998年（平成10年）出生。於伊賀崎好天的著作中被稱為天下最好的工匠，此名稱似乎會代代相傳予子孫。
除星忍者以外的所有忍忍者裝備及全部御伴忍皆由第21代的雜賀鐵之助打造，其子第22代負責維修所有已損壞的裝備及開發超絕忍者模式相關的裝備。
姓氏及雜賀鐵之助之名代代相傳的設定皆取自日本戰國時代的傭兵集團首領雜賀孫市。
獅子王（山形幸生／香港：朱子聰）
天空的御伴忍獅子霸王城的精靈。跟天晴一樣喜歡大鬧一場的大叔，而且戰鬥力非常好，甚至初次跟忍忍者們切磋時已經能夠指出各人戰鬥時的優點及弱點。平時會附身於超絕手裏劍裡跟忍忍者們進行交流。
第41話時出場幫助忍忍者跟超上級妖怪酒吞童子比賽掰手腕，卻因吸下酒吞童子的毒氣而遭到控制，轉向攻擊忍忍者。忍忍者被擊敗後才清醒下來並遭酒吞童子攻擊至重傷並彈出獅子霸王外。
山形幸生曾為某幾支超級戰隊演唱主題曲及插曲，其中較有名例子為《百獸戰隊牙吠連者》主題曲。而本篇中獅子霸王的專屬插曲亦由山形幸生本人主唱。
伊賀崎櫻子
天晴、風花的母親，伊賀崎旋風的妻子。於回歸篇出現。
於大戰的半年後回到日本，是位知名的忍者製作人（I·SAKURAKO），對於忍者的熱愛不下於其子天晴，甚至眾人認為是女版的天晴。
當初因伊賀崎家是忍者世家，因此與旋風結婚，但在得知旋風隱瞞無法使用手裏劍忍法後而對他生氣，直到他在與凪對戰中使出忍法後兩人才複合。

### 歷代戰隊成員
佐助（小川輝晃）（香港配音：陳廷軒）
《忍者戰隊隱連者》的忍者紅，擅長分身術及火焰系忍術。斬殺敵人後會單手膜拜並念出【南無三】。
於第6集尾登場，第7集時受伊賀崎旋風邀請而成為忍忍者的導師，並教授忍忍者們自己的得意技分身術。
後來承認忍忍者們的能力而令回收的其中1塊封印手裏劍變化為隱連者技能忍手裏劍。
椎名鷹介（鹽谷瞬）（香港配音：李致林）
《忍風戰隊破裏劍者》的破裏劍紅，擅長空中戰及替身術，擁有一流劍法，能融合於超忍法凌空馳中。斬殺敵人後會習慣說一句：「say bye bye！」。
於第6集尾登場，第7集時受伊賀崎旋風邀請而成為忍忍者的導師，並教授忍忍者們自己的得意技空中飄浮術及更高級的替身術。
後來承認忍忍者們的能力而令回收的其中1塊封印手裏劍變化為破裏劍者技能忍手裏劍。
赤連者（誠直也）（香港配音：馮錦堂）
《秘密戰隊五連者》的赤連者，亦是超級戰隊史上第1名紅色戰士。於第7集尾以赤連者姿態與伊賀崎好天一同登場。
小津翼（松本寬也）（香港配音：曹啟謙）
《魔法戰隊魔法連者》的魔法黃，第38集登場。小津家的二哥，個性冷靜觀察細膩，常以理性看待事物。
為八雲的魔法導師，曾傳授自己最擅長的雷電系魔法給八雲。被魔法學校校長委託帶回艾蕾娜。
手裏劍者（松野太紀） （香港配音：梁偉德）
《忍風戰隊破裏劍者》的手裏劍者，第43集登場。宇宙統一忍者流的天空忍者，喜歡講話之中參雜著英語。
從不以真面目示人，大多都是偽裝成他人的樣貌，或是變身成手裏劍者。
因「忍者名譽守護委員會」委託而成為忍忍者的冬季特別講師，一開始偽裝成旋風出現在天晴前面跟他比試，直到真的旋風出現才被識破。

### 其他角色
高坂桔梗（山本千尋／香港：羅孔柔）
伊勢流忍者，同時兼任忍者私塾的講師。
與天晴為好友。
山地闘破（筒井巧） 香港配音：張錦江）
《世界忍者戰磁雷矢》的主角磁雷矢，第34集登場。為戶隱流第35代當家家主，同時為「忍者名譽守護委員會」的會長候補，最後正式接任成為會長。
剛開始因誤會忍忍者為在街道大肆作亂的犯人而大打出手。
後來承認忍忍者們的能力而令回收的其中1塊封印手裏劍變化為磁雷矢技能忍手裏劍。
現實中筒井巧於2019年成為了真實的戶隱流第35代當家家主。
伊勢喜六（馬場良馬／香港：張方正）
伊勢流忍者，同時兼任忍者私塾的講師。
馬場良馬曾飾演2012年第36作「特命戰隊Go Busters」的Blue Buster-岩崎龍次。
艾蕾娜（小林星蘭／香港：陳皓宜）
八雲所就讀的魔法學校的校長女兒，曾經追求過八雲。
因為八雲沒有回魔法學校看望她，所以跑來日本找他。
一開始因為八雲的口誤之下，以為忍忍者是魔法師，而後才知道真相。
後來得知八雲立志成魔法忍者時，非常高興，並且不再追求八雲。
八角辰之助
隱忍城的城主，於《手裏劍戰隊忍忍者 THE MOVIE 恐龍殿下的驚天忍法帖！》登場，被人尊稱為「恐龍殿下大人」。
因為忙於工作而未照顧家人導致妻離子散之下，變得極為空虛寂寞。
後在天晴的影響之下，恢復正常。

## 牙鬼軍團
以牙鬼城為其根據地。

### 首領
牙鬼幻月（麥人聲+日下秀昭皮套演出／香港：陳欣）
戰國時代，妄圖以恐怖統一天下的最強、最惡的武將－牙鬼幻月，和伊賀崎流祖先們展開大戰，終將其消滅；但是，他留下了預言「四百四十四年之後，會再一次以恐怖支配天下」。
數十年前以妖怪姿態再度復活後，被伊賀崎好天所打倒，並以48枚「封印手裏劍」鎮壓住其妖氣。現時已解封，但似乎仍未完全復活。
第5集因被妖怪的力量製造了很多自己的幻影而與忍忍者們初次邂逅。
但在第19集透露牙鬼幻月不需依靠晦正影之下也可以自行製造妖怪，足以證明他逐漸恢復力量及復活。
晦正影於第41集結尾向有明之方透露牙鬼幻月的預言其實另有下文：「但以上的預言將會由我的兒子實現」
在第43話在牙鬼久右衛門新月利用有明之方失去牙鬼萬月的悲傷之下所產生的大量恐怖之力重新復活。
最後在第47集被激熱大王打敗而消滅。

### 牙鬼家幹部
牙鬼之長男 - 牙鬼久右衛門新月 / 牙鬼軍團的小姓 - 十六夜九衛門（弟子時期竹場龍生飾+潘惠美聲+蜂須賀祐一皮套演出／香港：劉惠雲）
牙鬼幻月的小姓，曾是伊賀崎好天所收的弟子，於第1集出場時偷走藏在伊賀崎忍術道場的小槌後解開牙鬼幻月的封印。
面部戴著狐狸面具，以身上的葫蘆為牙鬼幻月收集恐懼之力並尋找終結手裏劍。
能使用小槌和充滿邪氣的五遁妖手裏劍使出「肥大蕃息之術」將妖怪巨大化，也能使用特殊的妖手裏劍直接召喚巨大妖怪，甚至使用從旋風身上奪走的伊賀崎流的忍者心創立屬於自己的十六夜流忍者軍團作戰。
晦正影初出場時表示牙鬼軍團沒有叫十六夜的小姓。
之後駕駛自己的伴忍與忍忍者決一死戰，反被打敗後一時不知所終，自己的小槌被晦正影拾獲及使用，後慫恿星忍者拔去妖刀「浦鮫」後令其變為狼人。
弟子時期時仍為人類，但現在不知為何變成妖怪，後得知為了讓父親牙鬼幻月復活並獲得妖怪之力而以「十六夜九衛門」這個假名成為伊賀崎好天的弟子。
刻意在有明之方無助之時告知牙鬼萬月的死訊，讓其在悲傷之下產生大量恐怖之力，作為牙鬼幻月復活的能量。
在第46話奪得終結的手裏劍，並藉由牙鬼幻月給予的最後5枚封印手裏劍進化成究極型態。之後再利用終結的手裏剣之力使曾被忍忍者打倒的妖怪复活及強制解除忍忍者的變身。
在第47集被忍忍者們打敗，后认识到自己其实崇拜好天并希望组成家庭，但其后被牙鬼幻月吸收，但最後成功破體而出而導致牙鬼幻月露出破綻讓激熱大王成功作出決勝一擊，但自己因此導致重傷並消失。
於歸來篇時藉由附身九重月（潘惠美飾）完成未完成的心願。
於《機界戰隊全界者 THE MOVIE 赤色戰鬥！全戰隊大集會！！》中藉由「超級惡者惡徒」的力量在新世界作為歴代怪人登場，在「超級惡者惡徒」被全界者擊敗後，自身所處的世界跟著解放後，也跟著歴代怪人一同消失。
般若面之一番槍 - 蛾眉雷藏（松田賢二聲+岡元次郎皮套演出／香港：劉昭文）
擔任牙鬼軍團「前線部隊」的主戰幹部，於第2集結尾復活。使用武器為兩把長短不一的日本刀，故此懂得二刀流攻擊。
能在與強者的戰鬥中尋找到其生存意義的武鬥派，非常渴望與赤忍者進行決鬥。
被伊賀崎天晴用亂舞忍烈斬打倒後，然後被十六夜九衛門強制使出「肥大蕃息之術」巨大化，最後被再次打倒，因此曾經成為超級戰隊最早被擊敗的敵方幹部。
其後在劇場版《手裏劍戰隊忍忍者 THE MOVIE 恐龍殿下的驚天忍法帖！》確認弓張重三為其師兄。
後在牙鬼幻月之力下重新復活，與原本差別在於全身變成紅色，而且力量更加強大。
最後在第46話被八雲擊敗而消滅。
翁面之家老 - 晦正影（中尾隆聖聲+清家利一皮套演出／香港：陳永信）
牙鬼幻月的家老。擔任牙鬼軍團的軍師，於第13集復活。使用武器為禪杖。
初出場時經常叫錯九衛門的名字。會使用咒術製造妖怪及強化妖怪的戰鬥力。
其戰術比起蛾眉雷藏等幹部則顯得頗為兒戲，但也會以嚴厲的方式指點妖怪。
之後自己和九衛門遭到有明之方的差劣對待，本來由懷疑九衛門變得非常同情九衛門。
十六夜九衛門被打敗後使用其小槌，也能使用「肥大蕃息之術」、「忍者招聘之術」等的妖術，並與牙鬼幻月協議交出幻月所有的妖手裏劍用來製造妖怪，以取代九衛門製造妖怪以及收集恐懼之力的任務。
在牙鬼幻月復活之時，才得知牙鬼久右衛門新月為牙鬼幻月之子。
在第44話時因八雲施展魔法之下得知其實本體非常小型，而跟本體相同的外表則是機關人偶，在被忍忍者打倒前自行巨大化，最後被霸王手裏劍神給消滅。
牙鬼家奧方 - 有明之方 （三石琴乃聲+藤田慧皮套演出／香港：曾佩儀）
牙鬼幻月的妻子。於第21集復活。使用武器為鐵扇。
個性屬急性子，容易憤怒，尤其是被天晴叫錯其名字時。
經常不聽晦正影的指示。自從誕下牙鬼萬月以後經常慘成自己兒子的發洩沙包。
平時出戰時亦有穿著白色燕尾袍的百絡怪作為其親衛兵。
後得知牙鬼萬月的死訊之下，極度地悲傷，所產生的恐怖之力卻成為牙鬼幻月的復活之力。
在牙鬼幻月復活之時，才得知牙鬼久右衛門新月為牙鬼幻月與側室之子。
在第46話被霞與金次擊敗，臨終前被牙鬼幻月吸收。
於歸來篇時得知她本人意外存活，並收集了恐怖的力量復活了其子牙鬼萬月。而有明之方的聲優三石琴乃本人也有參與演出。
牙鬼家少主 - 牙鬼萬月 （置鮎龍太郎聲+田中宏幸皮套演出／香港：關令翹）
牙鬼幻月與有明之方的獨生子，38話結尾之時由有明之方所誕生下來的少主。使用武器為紫色的大刀。
相當陰險狡猾，懂得裝傻讓忍忍者們掉以輕心。而且脾氣跟父親一樣的不好，經常拿自己的母親有明之方當發洩沙包似的拳打腳踢。
於第42集被霸王激熱大王打敗，並在臨終前得知九衛門是自己的哥哥的身份。
於歸來篇再次復活，性格還是一樣暴躁，最後被忍忍者打倒。
侍大將 - 弓張重三 （東地宏樹聲+清家利一皮套演出／香港：）
蛾眉雷藏的師兄，牙鬼軍團的侍大將，於劇場版《手裏劍戰隊忍忍者 THE MOVIE 恐龍殿下的驚天忍法帖！》復活。使用武器為可分離為雙刃的弓箭。
為了獲得傳說中惡龍的力量而進攻隱忍城。
最後被手裏劍神恐龍打倒。
於歸來篇被有明之方重新復活過來，但最後還是被風花與霞再次打倒。

### 牙鬼家家臣
妖怪
是由牙鬼幻月的墓上飛散出去，憑著被帶有被妖氣的封印手裏劍依附上的物品而誕生的幻月的家臣。而幻月復活的條件就是被妖怪襲擊的人類的名為「恐怖」的感覺為能源。
而幻月復活所需的能源為「恐怖」，而為了聚集足夠的「恐怖」，妖怪們則將不斷襲擊人類世界以達最終甦醒幻月之最終目的。
十六夜九衛門所持的小槌具有將妖怪巨大化的能力。妖怪被擊敗後，會回復為手裏劍，妖氣也將隨之消失。
手裏劍數量：普通妖怪一枚；上級妖怪兩枚；超上級妖怪四枚。
| 名字         | 被依附的物品       | 能力 | 攻擊力 | 技巧  | 特殊能力       | 出場話數                                                    |
| ------------ | ------------------ | --- | ------ | ----- | -------------- | ----------------------------------------------------------- |
| （鎌鼬）     | 鏈鋸               | 使用苦無為武器，雙手的大鎌能放出劍氣 | ★★★☆☆  | ★☆☆☆☆ | 斬擊 ★★★★★     | 1                                                           |
| （河童）     | 滅火器             | 雙手能噴出冷凍瓦斯或將人丟出去，背部能噴出大量瓦斯來飛行 | ★★☆☆☆  | ★★★☆☆ | 噴霧瓦斯 ★★★★★ | 2                                                           |
| （火車）     | 直排輪             | 兩腳為直排輪，能使用身上的環來拘束敵人或操縱車輛追蹤敵人 | ★★★☆☆  | ★★☆☆☆ | 危險駕駛 ★★★★★ | 3                                                           |
| （土蜘蛛）   | 冰箱               | 有八顆能全方位偵測的眼睛，雙手為鉤爪，背部有四隻爪子，嘴巴能吐出蜘蛛絲，能變成巨大蜘蛛並使用強大的吸力將任何物體吸入體內的異空間 | ★★★☆☆  | ★★★☆☆ | 大食 ★★★★★     | 4                                                           |
| （雲外鏡）   | 天線               | 使用能發射干擾電波及光束的劍「Antenna劍手鏡」為武器，頭部能發射特殊電波將自己發送的氣球幻化成牙鬼幻月的分身 | ★☆☆☆☆  | ★★★★☆ | 演技 ★★★★★     | 5                                                           |
| （震震）     | 蜘蛛病毒核心       | 使用雙劍為武器，背部為能讓自身加速的引擎，嘴巴能噴出毒液，能夠增強沾到毒液的對象之恐懼心理，能自行產生重加速 | ★★☆☆☆  | ★★★★☆ | 身體震動 ★★★★★ | TVSP                                                        |
| （天狗）     | 單簧管             | 使用能製造強風的大葉扇以及發射捕捉光束的小葉扇為武器，鼻子能藉由演奏來創造通往異空間的通道、發射火球以及伸長，背部的翅膀能夠用來飛行                                                                                                   | ★★★☆☆  | ★★★★☆ | 神隱 ★★★★★     | 6、歸來篇                                                   |
| （貓又）     | 手錶               | 身體為讓自己被打敗後不斷的復活、能操縱時間走向以及開啟時間門的電子錶，胸前的眼睛能發射讓擊中的目標時間倒轉的光束，雙手為能放出蓄力光彈「超肉球Bomber」的爪子，眼睛能發射光束，尾巴能用來拘束敵人。一旦胸部的手錶被破壞後失去重生能力。 | ★★★☆☆  | ★★★★☆ | 倒帶 ★★★★★     | 7-8                                                         |
| （一反木棉） | 地毯               | 使用能騎乘飛行、放出衝擊波、將人變身成任何物品以及逼人說話的魔法掃把「Sierra Hazard」為武器，身體能擬態入各種場景，手掌能發射火球或石化光束                                                                                            | ★★☆☆☆  | ★★★★☆ | 魔法 ★★★★★     | 9                                                           |
| （大太法師） | 挖土機             | 左手為能變大的挖鏟，右手為爪子，雙手能挖掘地面或投擲大量碎石 | ★★★★☆  | ★☆☆☆☆ | 力氣 ★★★★★     | 10                                                          |
| （煙羅煙羅） | 燒水壺             | 頭部能放出增幅人類負面情緒的煙霧，雙手能發射火球 | ★☆☆☆☆  | ★★★☆☆ | 負面煙霧 ★★★★★ | 11                                                          |
| （山童）     | 釘鞋               | 腳部為能高速移動或踢人的釘鞋，雙手能投擲巨大鐵球 | ★★★☆☆  | ★★☆☆☆ | 猛衝 ★★★★★     | 13                                                          |
| （山彥）     | 公共電話           | 兩肩為能使用的公共電話，嘴巴能模仿他人聲音、發射音波砲或能讓御伴忍失去機能的超音波砲 | ★☆☆☆☆  | ★★★★☆ | 身分盜竊 ★★★★★ | 14                                                          |
| （二口女）   | 眼鏡               | 辮子能當成觸手或鞭子來使用，能使用契約書來操縱契約對象，非常擅長交涉 | ★☆☆☆☆  | ★★★★☆ | 交談 ★★★★★     | 15                                                          |
| （傘妖）     | 鋼筆               | 能自行製造降雨或變化為傘，能藉由讓自身旋轉來飛行，全身的鋼筆頭能發射易燃性墨水或在敵人身上寫字引爆，眼睛能發射閃電 | ★★☆☆☆  | ★★★☆☆ | 變傘 ★★★★★     | 16                                                          |
| （海坊主）   | 充氣船             | 使用能當成船槳使用的雙頭刀「鋸齒渚」為武器，能製造人類曾經體驗過的恐懼幻象或將對手的影像實體化，全身能浮在水面上，雙手能投擲炸彈，眼睛能發射閃電                                                                                       | ★★☆☆☆  | ★★★★☆ | 海市蜃樓 ★★★★★ | 17                                                          |
| （恐獸）     | 割草機             | 雙手及牙齒為能高速運轉的刀片，眼睛能發射操縱敵人的光束，雙腳能不停地大跳躍 | ★★☆☆☆  | ★★★★☆ | 大跳躍 ★★★★★   | 18                                                          |
| （鵺）       | 工具箱             | 右手為鑽頭，可以依照需求變換成可以射出的圓鋸或能發射鉗子光束的鉗子，右肩能發射光球炮，強化後左手為能發射大量工具的爪子 | ★★★★☆  | ★★★☆☆ | 破壞 ★★★★★     | 19-20、歸來篇                                               |
| （獏）       | 袋                 | 眼睛發射出的光線能將照射到的人的夢想顯現出來，嘴巴能夠吃掉人類的夢想並加以運用在改變場景或十絡怪上 | ★☆☆☆☆  | ★★★★☆ | 曝露夢境 ★★★★★ | 21                                                          |
| （塗壁）     | 道閘               | 能夠製造道閘或人類心中的障壁，雙手能放出光束牆，肩上的道閘能發射光束 | ★★★★☆  | ★★★☆☆ | 擋路 ★★★★★     | 22                                                          |
| （雪女）     | 刨冰機             | 使用薙刀「冰天下」為武器，雙手及嘴巴能發射極寒氣體 | ★★☆☆☆  | ★★☆☆☆ | 暴雪 ★★★★★     | 23                                                          |
| （科學怪人） | 手電筒             | 腹部的燈能發射將照射到的機械停止運轉的光束，胸前的燈能發射破壞光束，雙手雙腳能夠噴射飛行 | ★★★★☆  | ★★☆☆☆ | 力量全開 ★★★★★ | 24                                                          |
| （德古拉）   | 針筒               | 使用細劍「暗黒針擊劍」為武器，牙齒能吸收人類的生命能量，被吸走生命能量的人類會陷入永遠的噩夢，手掌能發射光束，全身能變成大量蝙蝠 | ★★★☆☆  | ★★★☆☆ | 吸引 ★★★★★     | 24, 25                                                      |
| （貓又）     | 計時器             | 能夠變身成人，雙手為能放出蓄力光彈「超肉球Bomber」的爪子。 | ★☆☆☆☆  | ★★☆☆☆ | 嗅覺 ★★★★★     | 26                                                          |
| （狼人）     | 菜刀               | 雙手為能放出無數光束劍氣「Bloody Moon」的利爪，身體異常堅硬，也能向別人注入妖氣令別人變成自己的同類。為西洋妖怪之首，亦是殺害金次的父親及兄長的兇手。                                                                                  | ★★★★☆  | ★★★☆☆ | 殘虐 ★★★★★     | 24, 27                                                      |
| （子泣爺爺） | 啞鈴               | 眼睛能發射光束，雙手能使出強力拳擊或發射重量光束，被重量光束擊中的年輕人將會強制背負老人，能夠讓全身的重量變重、藉由旋轉身體製造旋風或高速移動                                                                                         | ★★★★☆  | ★★★☆☆ | 泰山壓頂 ★★★★★ | 34、歸來篇                                                  |
| （大百足）   | 延長線             | 雙手能放出電擊，全身能夠變成閃電逃走或伸長纏繞敵人且放出電擊 | ★★★★☆  | ★★☆☆☆ | 熊抱 ★★★★★     | 35、歸來篇                                                  |
| （朧車）     | 巨大妖怪餓者骷髏x6 | 巨大化時能使用巨大滾輪來戰鬥，眼睛能放出衝擊波，頭頂為大砲 | ★★★★☆  | ★☆☆☆☆ | 壓扁 ★★★★★     | 36                                                          |
| （目目連）   | 鍵盤               | 能透過全身的鍵盤入侵線上遊戲世界，將小孩綁架至線上遊戲世界中，也能夠藉由改寫程式來支配線上遊戲世界，戰鬥時雙手能放出衝擊波，眼睛能發射光束                                                                                             | ★★☆☆☆  | ★★★★☆ | 駭客 ★★★★★     | 37                                                          |
| （網切）     | 瑞士刀             | 手上的雙鉗切割斷人類視為珍貴的寶物，並且能將全身的刀刃工具連續發射 | ★★★★☆  | ★☆☆☆☆ | 切割 ★★★★★     | 38                                                          |
| （貧乏神）   | 聖誕靴             | 使用能發射光束的手杖為武器，能藉由不停晃動身體來引發地震。可以化身成為聖誕老人並將帶有妖力的戒指送給妄想一夜暴富的貪心者戴上，當戒指的妖力發動時會導致戴上戒指的人的衣衫變寒酸，時間越久，寒酸程度會越嚴重                             | ★☆☆☆☆  | ★★★★☆ | 禮物 ★★★★★     | 40                                                          |
| （酒吞童子） | 旗幟（牙鬼軍團）   | 以巨大酒瓶為武器，嘴裡吐出的酒臭可以控制對手意志。 | ★★★★☆  | ★★★☆☆ | 發酒瘋 ★★★★★   | 41-42、歸來篇                                               |
| （眼鏡貓又） | 無                 | 八雲利用魔法將旋風變成妖怪的模樣。 | 無     | 無    | 無             | 42                                                          |
| （札返）     | 妖怪歌牌           | 利用歌牌內宿有的言靈製造異空間將人關入，必殺技「歌牌之舞」可召喚妖怪。 | ☆☆☆☆☆  | ★★★★★ | 翻轉 ★★★★★     | 43                                                          |
| （輪入道）   | 暗影號機器人       | 可變成妖怪烈車將人送入幻境。 |        |       |                | 《手裏劍戰隊忍忍者 VS 特急者 THE MOVIE 忍者 In Wonderland》 |

| 漢字代號 | 名稱                                     | 功能 | 首次出場話數 | 備註                                                                                               |
| -------- | ---------------------------------------- | --- | ------------ | -------------------------------------------------------------------------------------------------- |
| 邪       | 五遁妖手裏劍 Goton Yo Shuriken           | 「ア」－使出「妖怪融合之術」注入妖力予目標並藉此變成妖怪。 「イ」－使出「肥大蕃息之術」將妖怪巨大化。 「ウ」－使出「忍者招聘之術」注入妖力予畫有十六夜流忍者的卷軸並將之召喚。 「エ」－使出「鬼道送還之術」聚集恐怖之力，復活牙鬼幻月。 「オ」－使出「遊離吸收之術」奪取他人的忍者力。 | 1            | 如果此手裏劍仍然裝在小鎚上的話擊中任何人亦能將被擊中的目標即時巨大化。(惡路程式, 赤忍者也會巨大化) |
| 碎       | 餓者骷髏妖手裏劍 Gashadokuro Yo Shuriken | 召喚巨大化妖怪「餓者骷髏」。 | 3            | |

### 牙鬼家兵團
一絡怪（ヒトカラゲ）
自封印的手裏劍中散發出的妖氣所幻化而成的戰鬥兵卒。為牙鬼軍團所奴役，穿戴黑色的斗笠及深藍色鎧甲，具有語言能力。使用武器為長槍與火繩槍。自從十絡怪出現後牙鬼軍團已經不再派出一絡怪作戰。話雖如此，但於劇場版《手裏劍戰隊忍忍者 THE MOVIE 恐龍殿下的驚天忍法帖！》時弓張重三所屬的軍隊仍然擁有此兵種的雜兵。
設計源自戰國時代的足輕。
十絡怪（ジュッカラゲ）
一絡怪的強化版，不同的是近戰武器改為大劍及頭上的斗笠改為鬼瓦，實力亦比一絡怪強大。故此後來完全取代一絡怪。
百絡怪（ヒャッカラゲ）
貌似十絡怪，但披上白色燕尾袍，經常兩隻一組當作有明之方的親衛兵般使用。後期九衛門的真正身份揭露以後亦有此兵種，故此推斷百絡怪為負責保護牙鬼幻月以及其家屬的親衛兵。
千絡怪（センカラゲ）
巨大的雜兵。外貌與百絡怪相同，一樣披上白色燕尾袍，但背部上有寫一個「千」字。

### 其他戰力
巨大妖怪餓者骷髏（巨大妖怪ガシャドクロ）
由十六夜九衛門使用餓者骷髏妖手裏劍召喚出的巨大妖怪。
使用鉤刀為武器，眼睛能發射黑色光束，兩隻以上還可合体巨大骷髏刀。
地位有如巨大化雜兵。

## 十六夜流忍者軍團
由十六夜九衛門所率領的忍者軍團，當初奪走伊賀崎旋風的忍者力後以此作忍者軍團的力量來源。

### 上忍
十六夜流忍者／牙鬼流忍者
由十六夜九衛門使用五遁妖手裏劍將妖力注入畫有十六夜流忍者樣貌的卷軸所召喚出來的邪惡忍者,但从第32集得知，忍者招聘卷轴是牙鬼家的东西，五名忍者皆为牙鬼家的密探。
每名十六夜流忍者背面有十六夜流紋章外，上半身的設計會包含自己所代表的動物，而且身上會有1枚齒輪狀的手裏劍，上面的文字根據每人所代表的動物而定。
另外,每名十六夜流忍者亦擁有一塊跟五遁手裏劍相近功能，但上方畫有十六夜流紋章的手裏劍。十六夜流忍者可使用此手裏劍使出十六夜流忍術進行攻擊。（注：忍者雀蜂 則是使用牙鬼流忍術）
| 名字       | 召喚的卷軸 | 能力 | 攻擊力 | 技巧  | 特殊能力       | 出場話數 |
| ---------- | ---------- | --- | ------ | ----- | -------------- | -------- |
| （隼）     | 隼         | 使用能放出火焰和劍氣的忍刀和讓擊中的目標不斷奔跑的手裏劍為武器，全身能發射羽毛、飛行及滑空攻擊敵人，能夠操縱小型物件浮空或掉落攻擊敵人、製造阻擋大人的結界 | ★★★★☆  | ★★★☆☆ | 滑空 ★★★★★     | 28       |
| （獨角犀） | 犀         | 使用忍刀和兩把名為「犀角釵」的叉為武器，能製造雙六空間和骰子，可以依照骰子擲出來的數字增強攻擊力                                                           | ★★★☆☆  | ★★★★☆ | 中獎 ★★★★★     | 29       |
| （黒蟻）   | 蟻         | 使用忍刀，能發射火球的手甲「惡兵籠手」為武器，能寄生在人類身上並加以操縱，可以製造讓人陷下去的蟻地獄                                                       | ★★☆☆☆  | ★★★★☆ | 寄生 ★★★★★     | 30       |
| （貉）     | 貉         | 使用忍刀、鎖鏈斧和可以丟出去以及發射光束的盾為武器，能變身成人、使出替身和分身，手能奪走人類的優點                                                         | ★★★★☆  | ★★★★☆ | 鬼抓人 ★★★★★   | 31-32    |
| （雀蜂）   | 蜂         | 使用能發光的忍刀和能發射毒針的的手甲為武器，被毒針刺中的目標若未在18小時內取得解毒劑便會痛苦死去                                                           | ★★★★☆  | ★★☆☆☆ | 一見鍾情 ★★★★★ | 33       |

### 下忍
素破羅怪（スッパラゲ）
十六夜流忍者軍團的雜兵，外表有如戴上狐狸面具的黑衣人。使用武器為短刀。

### 其他戰力
機巧九尾（カラクリキュウビ）
由十六夜九衛門暗地裡打造的惡之御伴忍，擁有比起手裏劍神及野牛王更加強大的力量。
需要寫有「隼」、「犀」、「蟻」、「貉」等四個齒輪手裏劍當作啟動核心。
必殺技為控制9架小型機關機械“子狐”並同時發射光波殲滅敵人的十六夜流忍法「子狐亂舞」。
赤紅九尾（アカイキュウビ）
由機巧九尾改造而成，為百絡怪專用。
不需要核心齒輪，則改以百絡怪的力量來操作。
全身改塗亮眼的朱紅色，以「赤紅的狐狸」在戰場上讓敵人聞風喪膽。
攻擊方式則以自動控制9架小型機關機械“赤紅子狐”進行亂舞追擊敵人。

## 忍忍者的裝備

### 共通裝備
忍手裏劍
變化忍手裏劍
忍忍者們所使用的手裏劍型道具。分別為「核心」及「刀片」兩部分組成。
通常攻擊時，多以「刀片」使用為主。而刀片可搭配鋼繩使用，如攀往高處等，功能多且用途廣泛，亦用於忍忍者的變身及發動必殺技的手裏劍。
御伴忍手裏劍
用於召喚御伴忍的手裏劍，首5隻御伴忍的手裏劍於第1集時由伊賀崎好天秘密交給他們。
在第4集時因眾人的忍者心提高而令回收的其中1塊封印手裏劍變化為象丸的御伴忍手裏劍。
五遁忍手裏劍
第2集時伊賀崎好天傳給忍忍者們的手裏劍，可使出五行屬性之忍術。
| 漢字代號 | 名稱                                               | 功能                                                                                      | 首次出場話數                                                     | 備註 |
| -------- | -------------------------------------------------- | ----------------------------------------------------------------------------------------- | ---------------------------------------------------------------- | --- |
| 赤       | 赤忍者手裏劍 Aka Ninja Shuriken                    | 變身為赤忍者 發動手裏劍忍法奥義必殺技。                                                   | 1                                                                | |
| 青       | 青忍者手裏劍 Ao Ninja Shuriken                     | 變身為青忍者 發動手裏劍忍法奥義必殺技。                                                   | 1                                                                | |
| 黃       | 黃忍者手裏劍 Ki Ninja Shuriken                     | 變身為黃忍者 發動手裏劍忍法奥義必殺技。                                                   | 1                                                                | |
| 白       | 白忍者手裏劍 Shiro Ninja Shuriken                  | 變身為白忍者 發動手裏劍忍法奥義必殺技。                                                   | 1                                                                | |
| 桃       | 桃忍者手裏劍 Momo Ninja Shuriken                   | 變身為桃忍者 發動手裏劍忍法奥義必殺技。                                                   | 1                                                                | |
| 星       | 星忍者手裏劍 Star Ninja Shuriken                   | 變身為星忍者 發動手裏劍忍法奥義必殺技。                                                   | 9                                                                | |
| 機       | 御伴忍手裏劍 Otomo Nin Shuriken                    | 可召喚個人專屬御伴忍。 發動手裏劍合體                                                     | 1                                                                | 前後共有五塊。 |
| 五       | 五遁忍手裏劍 Goton Nin Shuriken                    | 可使出五行屬性之忍術。                                                                    | 2                                                                | 前後共有五塊。 |
| 象       | 象丸忍手裏劍 Paonmaru Nin Shuriken                 | 可召喚象丸。 發動手裏劍象魂合體。                                                         | 4                                                                | 由回收的封印手裏劍變化而成。 |
| 宙       | UFO丸忍手裏劍 UFOmaru Nin Shuriken                 | 可召喚UFO丸。 發動手裏劍UFO魂合體。                                                       | 5                                                                | 由回收的封印手裏劍變化而成。 |
| 牛       | 牛丸忍手裏劍 Rodeomaru Nin Shuriken                | 可召喚星忍者專屬御伴忍牛丸。                                                              | 9                                                                | |
| 風       | 風雷忍手裏劍---風模式 Furai Nin Shuriken---Wind    | 使用後可使出風屬性的手裏劍忍法。                                                          | 9                                                                | 使用時播放音效會讀出旋風也（Hurricane-Ja!!）。 |
| 雷       | 風雷忍手裏劍---雷模式 Furai Nin Shuriken---Thunder | 使用後可使出雷屬性的手裏劍忍法。                                                          | 9                                                                | 使用時播放音效會讀出雷電也（Thunder-Ja!!）。 |
| 波       | 浪丸忍手裏劍 Surfermaru Nin Shuriken               | 可召喚浪丸。 發動手裏劍浪魂合體。                                                         | 17                                                               | 由回收的封印手裏劍變化而成。 |
| 分       | 隱連者忍手裏劍 Kakuranger Nin Shuriken             | 使用後手裏劍神可使出分身術多重攻擊敵人。 用以施展分身術。                                 | 7                                                                | 經忍者紅認同後由回收的封印手裏劍變化而成。 於歸來篇之時，風花藉由與變化之術配合變身成忍者白。 |
| 空       | 破裏劍者忍手裏劍 Hurricanger Nin Shuriken          | 使用後忍丸可使出輕身術以快速的攻擊手法攻擊敵人。                                          | 7                                                                | 經破裏劍紅認同後由回收的封印手裏劍變化而成。 於歸來篇之時，風花藉由與變化之術配合變身成破裏劍藍。 |
| 小       | 縮小忍手裏劍 Shuku Shaku Shuku Sho Nin Shuriken    | 可令指定目標縮小。                                                                        | 《烈車戰隊特急者 VS 強龍者 THE MOVIE》                           | 第43話再次被赤忍者使用。 |
| 衣       | 衣裝一新忍手裏劍 Yizhuang Yi Xin Nin Shuriken      | 可變身為終結赤忍者、忍忍白和忍忍粉紅 發動手裏劍忍法奥義必殺技Nin TALITY（忍者心）爆裂破。 | 歸來篇                                                           | 前後共有三塊，手裏劍戰隊忍忍者超戰鬥DVD再次被赤忍者使用。 |
| 衣       | 衣裝一新忍手裏劍 Yizhuang Yi Xin Nin Shuriken      | 可變身為終結赤忍者 發動手裏劍忍法奥義必殺技大暴烈忍者烈斬                                 | 手裏劍戰隊忍忍者 超戰鬥DVD                                       | 由衣裝一新忍手裏劍變形而成 |
| 衣       | 衣裝一新忍手裏劍 Yizhuang Yi Xin Nin Shuriken      | 可變身為西部星忍者 發動手裏劍忍法奥義必殺技西部活力搖滾之星                               | 手裏劍戰隊忍忍者 超戰鬥DVD                                       | |
| 化       | 恐龍丸忍手裏劍 Dainomaru Nin Shuriken              | 可召喚恐龍丸。 發動手裏劍恐龍合體。                                                       | 《手裏劍戰隊忍忍者 THE MOVIE 恐龍殿下的驚天忍法帖！》            | 由八角辰之助給予。 |
| 合       | 合體忍手裏劍 Gattai Nin Shuriken                   | 發動手裏劍忍法奥義必殺技亂舞忍裂斬。 發動王之手裏劍合體。                                 | 12                                                               | 由4塊回收的封印手裏劍所變化而成。跟超合體忍手裏劍不同的是刀片為金色以作識明。 |
| 超       | 超絕勝負忍手裏劍 Chozetsu Shoubu Nin Shuriken      | 變身為超絕赤忍者。 可作為超絕赤忍者的武器使用。 發動必殺技超絕手裏劍斬。                  | 20                                                               | 使用時獅子王會附身於此手裏劍。似乎只得赤忍者1人能夠使用。 |
| 獅       | 天空御伴忍手裏劍 Tenkuu Otomo Nin Shuriken         | 可召獅子霸王城。發動獅子變型。                                                            | 20                                                               | 由獅子王親自交給赤忍者使用。 |
| 合       | 超合體忍手裏劍 Chou Gattai Nin Shuriken            | 發動霸王手裏劍合体。                                                                      | 22                                                               | 雜賀鐵之助開發的忍手裏劍，於第22話寄給忍忍者們。跟合體忍手裏劍不同的是刀片為紅色以作識明。 |
| 熱       | 激熱忍手裏劍 Gekiatsu Nin Shuriken                 | 可召喚鳳凰丸、青龍丸、玄武丸、白虎丸、熊貓丸、錦鯉丸。                                    | 32                                                               | 由6塊回收的封印手裏劍所變化而成。共6塊手裏劍。 |
| 磁       | 磁雷矢忍手裏劍 Jiraiya Nin Shuriken                | 使用後激熱大王可使出磁雷神之力攻擊敵人。 召喚磁雷矢的必殺武器磁光真空劍。                 | 34                                                               | 經磁雷矢認同後由回收的封印手裏劍變化而成。 |
|          | 終結忍者手裏劍 shiyuukiyoku Nin Shuriken           | 可將許願者的願望加以實現。                                                                | 37                                                               | 由終結的手裏劍變化而成。在第37集出現的終結手裏劍為遊戲道具，結果在黃忍者使用後消失。 真正的終極忍手裏劍藏在伊賀崎好天身體內，卻被牙鬼久右衛門新月（十六夜九衛門）奪走。 最後在忍忍者重新奪回並許願後消失。 |
| 旋       | 旋風忍手裏劍 Sennpuu Nin Shuriken                  | 變身為紅忍者（旋風）。                                                                    | 45                                                               | 由回收的封印手裏劍變化而成。 伊賀崎旋風專用。 |
| 綠       | 綠忍者忍手裏劍 Midoni Ninja Nin Shuriken           | 變身為綠忍者。                                                                            | 47                                                               | 由好天給九衛門的封印手裏劍變化而成。第一次登場時上面沒有字和頭像，頭像和字是到歸來篇才出現。 |
| 快       | 快晴忍者手裏劍 Kaisei Ninja Shuriken               | 變身為紅忍者（快晴）。                                                                    | 《劇場版 動物戰隊獸王者 VS 忍忍者 來自未來的訊息 from 超級戰隊》 | 由來自未來的伊賀崎快晴祈願向天晴一樣成為紅忍者的心願，促使伊賀崎好天的相片後飛過來的封印手裏劍變形而成。                                                                                                   |
| 1        | 動物合體忍手裏劍 Doubutsu Gattai Nin Shuriken      | 發動動物手裏劍合體。                                                                      | 《劇場版 動物戰隊獸王者 VS 忍忍者 來自未來的訊息 from 超級戰隊》 | 由合體手裏劍所變化而成。結合了忍手裏劍標誌和方塊鷹 1的文字。它可以用作手裏劍盾。 |
| 車       | 賽特朗忍手裏劍 Tridoron Nin Shuriken               | 使用後賽特朗變形成人形。 發動手裏劍賽特朗魂合體。                                         | 《超級英雄大戰GP 假面騎士3號》                                   | 由伊賀崎好天交給假面騎士Drive使用，為假面騎士Drive專用的手裏劍。 |
| 闇       | 闇赤忍者忍手裏劍 Yami Aka Ninja Nin Shuriken       | 變身為闇赤忍者                                                                            | 《手裏劍戰隊忍忍者 VS 特急者 THE MOVIE 忍者 In Wonderland》      | 由闇博士依照赤忍者手裏劍所打造出來的。 |

忍者一番刀
忍忍者的變身忍刀，上有3個按鈕「変」、「技」、「呼」，分別是「変」變身忍忍者，「技」使用必殺技和「呼」召喚伴忍，但要配上御伴忍手裏劍。
按下「変」之後的音效為『ザ・変化！ニンニンニン！ ニン・ニンニンニン！』（變化！忍忍忍！忍 忍忍忍！）忍忍者變身口號是「手裏劍變身」（手裏剣変形），轉動已裝上的變身用手裏劍後發出『アカじゃ！アオじゃ！キじゃ！シロじゃ！モモじゃ！ニンジャー！』的音效並變身為忍忍者。
按下「技」之後的音效為『ザ・技！なんじゃなんじゃ　なんじゃなんじゃ』（招數！哪招哪招  哪招哪招）轉動已裝上的手裏劍後發出『アカじゃ！アオじゃ！キじゃ！シロじゃ！モモじゃ！ニンジャー！』的音效，再按把手上的按鈕便發出『忍者一閃!』的音效並使出必殺技。
按下「呼」之後的音效為『ザ・召喚！だれじゃ！だれじゃ！だれじゃ！だれじゃ!』（召喚！召喚誰！召喚誰！召喚誰！召喚誰！）轉動已裝上的御伴忍手裏劍後發出『だれじゃ! だれじゃ! だれじゃ! だれじゃ!』的音效，再按把手上的按鈕便發出該手裏劍所代表的御伴忍名稱的音效並召喚御伴忍。
裝上五遁忍手裏劍並轉動後可根據設定之五行屬性使出相關屬性之忍術。
赤忍者在變身為超絕赤忍者的情況下可裝上超絕變身器並發出『ザ・勝負！』（勝負！）音效，刀身的文字因而改為忍者一番勝負。轉動已裝上的超絕手裏劍後發出『N！I！N！I！ニンニンニン！ 』（N！I！N！I！忍忍忍！）音效並在積聚大量能量燃燒並延長刀刃後使出必殺技手裏劍斬並在斬擊的一刻發出『一番勝負!』的音效一刀斬殺敵人。
蛤蟆蛤蟆槍
忍忍者所使用之忍槍，槍身前端為蛤蟆（蟾蜍）頭型設計。平時安放於道場時亦作為妖怪出現的警報器，當妖怪出沒時蛤蟆蛤蟆槍會不停的大吵大鬧起來。
可用於普通槍擊；於槍身後方設置忍手裏劍後，槍口的蟾蜍嘴即會張開，並發出「蛤蟆蛤蟆蛤蟆」的待命音效，扣下扳機後則會連同「忍者一擊!」的音效發動必殺技。
三段忍擊
大型手裏劍型武器，可變形為刀・弓・爪三種型態。
忍忍者們可將其任意變形，以因應不同的戰鬥情境。
忍者激熱刀
在星忍者以自身之力破除附著其身的妖力之後，由妖刀浦鮫變化而成的超強武器，星忍者使用時可用以變身為超級星忍者。此刀亦可在有需要的時候暫借給其他忍忍者使用，故此可算為共用武器。
超級星忍者的戰衣為披上金光閃閃的披肩，顯得更相似一名西部牛仔。
刀身跟忍者一番刀非常相近，只是刀身為紅色，而且刀身的文字為忍者激熱。上有3個按鈕「激」,「技」,「呼」,分別是「激」及「技」皆為使用必殺技和「呼」召喚伴忍,但要配上御伴忍手裏劍。
按下「激」之後的音效為『ザ・激熱！アツアツアツ！ アツアツジャー！』（激熱！熱血熱血熱血！熱血熱血啊！）轉動已裝上的手裏劍後發出『激熱!』的音效並使出必殺技。
按下「技」之後的音效為『ザ・激技！イツチゲキゲキ！イツチゲキゲキ！イチゲキじゃ！』（激技！一擊擊！一擊擊！一擊也！）並在播出『璀璨一閃!』的音效一刻使出必殺技。
按下「呼」之後的音效為『ザ・召喚！だれじゃ！だれじゃ！だれじゃ！だれじゃ!』（召喚！召喚誰！召喚誰！召喚誰！召喚誰！）轉動已裝上的御伴忍手裏劍後發出『だれじゃ! だれじゃ! だれじゃ! だれじゃ!』的音效,再按把手上的按鈕便發出該手裏劍所代表的御伴忍名稱的音效並召喚御伴忍。

### 星忍者專屬裝備
星忍者漢堡
星忍者專屬的漢堡型手機，可變身為星忍者及召喚牛仔丸。跟蛤蟆蛤蟆槍一樣同時為妖怪出現的警報器，當妖怪出沒時螢幕會顯示妖怪出現的字眼及蛤蟆吵鬧的動畫，而且比起蛤蟆蛤蟆槍更快及更準確告知妖怪出沒位置，同時具自拍功能。
按下底部的紅色按鈕之後的音效為『ザ・change！』（變化！change！），而星忍者變身口號是「手裏劍變身」，轉動已裝上的變身用手裏劍並合上手機後發出『 スターニンジャー！』的音效並變身為忍忍者。
忍劍槍
星忍者個人專屬的電吉他型武器。不但可用作斬擊，亦可改為槍模式進行遠距離攻擊。
以類似撥動琴弦的方式決定已裝上的風雷手裏劍所使用的屬性並按下底部的按鈕之後的音效為『ザ・アタツク』（進攻！），然後再轉動已裝上的風雷手裏劍後發出風雷手裏劍現時設定的屬性的專屬音效後可使出必殺技並同時發出『忍者Flash!』的音效。
星忍者入門後亦可使用五遁忍手裏劍，使用方法為裝上的五遁忍手裏劍並轉動已裝上的五遁忍手裏劍後發出使出五行屬性之忍術。

### 超絕模式專屬裝備
超絕勝負變形器
雜賀鐵之助所開發的強化裝備，轉動已裝上的超絕手裏劍後發出『 超絕忍者！』的音效並強化為超絕模式。
超絕模式時的裝甲主色為紅色及金色，頭盔上有銀色的獅子頭圖案，盔甲前方的忍忍者徽號顏色為根據該戰士的主色而定。
理論上其他人也能使用，但必須獲得寄宿在其內部的獅子王認可才行。現在暫時只得4名男性成員成功變身為超絕模式。第22集時風花亦在意外下於並未變身的情況下穿著超絕模式裝甲，前方的徽號改為「超絕風花」4字(所以令她嚇壞了)。（第38集時八雲亦一樣發生未變身的情況下穿著超絕模式裝甲的情況，不過前方的徽號仍為藍色的忍忍者徽號）
上邊的超絕手裏劍能燃燒起來並撥出去攻擊敵人。發動必殺技時要將此變身器安裝在忍者一番刀上。

## 忍忍機組

### 機動忍
以御伴忍手裏劍與忍者一番刀，按下「呼」使用「手裏劍忍法，召喚之術」所召喚之忍忍者巨大戰力機組。

為伊賀崎好天依照孫子們的喜好所製造的機械生命體。 

後得知御伴忍製造之時，必須找尋到對應的精靈才能使御伴忍製造成功。

#### 忍丸（シノビマル，Shinobimaru）
【基本資料】
| 忍丸性能設定 | 忍丸性能設定 | 忍丸性能設定 | 忍丸性能設定 | 忍丸性能設定 | 忍丸性能設定 | 忍丸性能設定 | 忍丸性能設定   | 忍丸性能設定   | 忍丸性能設定                                                            | 忍丸性能設定 |
| 全高         | 全幅         | 全長         | 重量         | 時速         | 馬力         | 皮套         | 手裏劍神組成   | 手裏劍神龍組成 | 手裏劍神象、手裏劍神UFO、手裏劍神衝浪、手裏劍神恐龍、手裏劍神賽特朗組成 |              |
| ------------ | ------------ | ------------ | ------------ | ------------ | ------------ | ------------ | -------------- | -------------- | ----------------------------------------------------------------------- | ------------ |
| 21.6m        | 9.7m         | 8.1m         | 200t         | 500km/h      | 340萬馬力    | 藤田慧       | 頭部及胸部核心 | 左手           | 右手                                                                    |              |

由紅忍者所操縱，忍者型御伴忍。好天依照天晴對忍術和武術的喜好而打造。
機動性高，能夠自在地穿梭於建築物中。擅長隱身法。
可藉由胸前的台座操縱手裏劍神，必要時可隨時脫離手裏劍神。
合體為手裏劍神龍時會跟龍丸對調位置；合體為手裏劍神象、手裏劍神UFO、手裏劍神衝浪者和手裏劍神恐龍時會跟其他四個御伴忍對調位置。

#### 龍丸（ドラゴマル，Dragomaru）
【基本資料】
| 龍丸性能設定 | 龍丸性能設定 | 龍丸性能設定 | 龍丸性能設定 | 龍丸性能設定 | 龍丸性能設定 | 龍丸性能設定 | 龍丸性能設定               | 龍丸性能設定                                                               | 龍丸性能設定 |
| 全高         | 全幅         | 全長         | 重量         | 時速         | 馬力         | 手裏劍神組成 | 手裏劍神龍組成             | 手裏劍神象、手裏劍神幽浮、手裏劍神衝浪者、手裏劍神恐龍、手裏劍神賽特朗組成 |              |
| ------------ | ------------ | ------------ | ------------ | ------------ | ------------ | ------------ | -------------------------- | -------------------------------------------------------------------------- | ------------ |
| 23.7m        | 26.8m(翼展)  | 37.3m        | 300t         | 600km/h      | 450萬馬力    | 左手         | 頭部及胸部核心及上半身軀幹 | 左手                                                                       |              |

由藍忍者所操縱，飛龍型御伴忍。好天依照八雲在英國學習魔法而打造。
具有飛行能力，能吐出火焰。
必要時可隨時脫離手裏劍神。合體為手裏劍神龍時會跟忍丸對調位置。

#### 貨丸（ダンプマル，Dumpmaru）
【基本資料】
| 貨丸性能設定 | 貨丸性能設定 | 貨丸性能設定 | 貨丸性能設定 | 貨丸性能設定 | 貨丸性能設定 | 貨丸性能設定             | 貨丸性能設定                                                               |
| 全高         | 全幅         | 全長         | 重量         | 時速         | 馬力         | 手裏劍神、手裏劍神龍組成 | 手裏劍神象、手裏劍神幽浮、手裏劍神衝浪者、手裏劍神恐龍、手裏劍神賽特朗組成 |
| ------------ | ------------ | ------------ | ------------ | ------------ | ------------ | ------------------------ | -------------------------------------------------------------------------- |
| 16.7m        | 18.3m        | 22.6m        | 400t         | 300km/h      | 600萬馬力    | 右手及身體               | 身體                                                                       |

由黃忍者所操縱，卡車型御伴忍。好天依照凪喜歡考取證照的習慣而打造。
馬力強大，可堆載各種貨物。車斗上搭載的兩架工程手臂可用於丟擲撒菱或貨斗所裝載的東西。

#### 汪丸（ワンマル，Wonmaru）
【基本資料】
| 汪丸性能設定 | 汪丸性能設定 | 汪丸性能設定 | 汪丸性能設定 | 汪丸性能設定 | 汪丸性能設定 | 汪丸性能設定 | 汪丸性能設定 |
| 全高         | 全幅         | 全長         | 重量         | 時速         | 馬力         | 手裏劍神組成 |              |
| ------------ | ------------ | ------------ | ------------ | ------------ | ------------ | ------------ | ------------ |
| 12.4m        | 3.6m         | 18.6m        | 100t         | 400km/h      | 150萬馬力    | 左腳         |              |

由白忍者所操縱，小狗型御伴忍。好天依照風花喜歡可愛事物而打造。
嘴裡啣著一把雙頭刀，可以迅速奔跑與跳躍，亦可作基本的咬擊。平時乘坐於嗖丸後節車廂上。

#### 嗖丸（ビュンマル，Byunmaru）
【基本資料】
| 飆丸性能設定 | 飆丸性能設定 | 飆丸性能設定 | 飆丸性能設定 | 飆丸性能設定 | 飆丸性能設定 | 飆丸性能設定 |
| 全高         | 全幅         | 全長         | 重量         | 時速         | 馬力         | 手裏劍神組成 |
| ------------ | ------------ | ------------ | ------------ | ------------ | ------------ | ------------ |
| 8.8m         | 7.8m         | 76.0m        | 500t         | 700km/h      | 750萬馬力    | 右腳         |

由粉紅忍者所操縱，列車型御伴忍。由好天依照就讀理工科，喜好科學的小霞所打造。
可高速運行，汪丸平時乘坐於後節車廂上，車頭的手裏劍形車窗可發射手裏劍攻擊敵人。由於車速非常快，故此有時被召喚作撤退用的交通工具。
「ビュン（Byun）」形容列車快速行駛的聲音，暫譯「飆」。

#### 象丸（パオンマル，Baonmaru）
【基本資料】
| 象丸性能設定 | 象丸性能設定 | 象丸性能設定 | 象丸性能設定 | 象丸性能設定 | 象丸性能設定 | 象丸性能設定   |
| 全高         | 全幅         | 全長         | 重量         | 時速         | 馬力         | 手裏劍神象合體 |
| ------------ | ------------ | ------------ | ------------ | ------------ | ------------ | -------------- |
| 20.2m        | 15.7m        | 23.0m        | 400t         | 330km/h      | 600萬馬力    | 頭部及胸部核心 |

大象型御伴忍，外表顏色為綠色。於第4集登場。製造來源暫時不明。
出場時於圓形巨石上跑動。象鼻可吸收敵人攻擊外，亦可噴出蒸汽攻擊敵人。
「パオン（Baon）」形容大象的叫聲，暫譯「象」。
| 象丸性能設定（人形） | 象丸性能設定（人形） | 象丸性能設定（人形） | 象丸性能設定（人形） | 象丸性能設定（人形） | 象丸性能設定（人形） | 象丸性能設定（人形） |
| 全高                 | 全幅                 | 全長                 | 重量                 | 時速                 | 馬力                 | 手裏劍神象合體       |
| -------------------- | -------------------- | -------------------- | -------------------- | -------------------- | -------------------- | -------------------- |
| 23.3m                | 15.7m                | 8.2m                 | 300t                 | 350km/h              | 450萬馬力            | 頭部及胸部核心       |

象丸的人型機械人形態，變身後兩肩會裝上機關炮並可連續發射子彈攻擊敵人。
於機械人戰鬥形態時轉動象丸的御伴忍手裏劍則可發動象丸及手裏劍神進行「手裏劍神象合體」。

#### UFO丸（ユーフォーマル，UFOmaru）
【基本資料】
| UFO丸性能設定 | UFO丸性能設定 | UFO丸性能設定 | UFO丸性能設定 | UFO丸性能設定 | UFO丸性能設定 | UFO丸性能設定   |
| 全高          | 全幅          | 全長          | 重量          | 時速          | 馬力          | 手裏劍神UFO合體 |
| ------------- | ------------- | ------------- | ------------- | ------------- | ------------- | --------------- |
| 13.4m         | 18.8m         | 19.3m         | 400t          | 馬赫1         | 600萬馬力     | 頭部及胸部核心  |

UFO型御伴忍，外表顏色為淺藍色。於第5集登場。
據說是好天根據過去聯絡到的宇宙人給的設計圖做出來的，其他御伴忍都是以它為原型造出來的。
| 幽浮丸性能設定（人形） | 幽浮丸性能設定（人形） | 幽浮丸性能設定（人形） | 幽浮丸性能設定（人形） | 幽浮丸性能設定（人形） | 幽浮丸性能設定（人形） | 幽浮丸性能設定（人形） |
| 全高                   | 全幅                   | 全長                   | 重量                   | 時速                   | 馬力                   | 手裏劍神UFO合體        |
| ---------------------- | ---------------------- | ---------------------- | ---------------------- | ---------------------- | ---------------------- | ---------------------- |
| 22.3m                  | 13.8m                  | 7.6m                   | 300t                   | 600km/h                | 450萬馬力              | 頭部及胸部核心         |

UFO丸的人型機械人形態。於機械人戰鬥形態時轉動UFO丸的御伴忍手裏劍則可發動UFO丸及手裏劍神進行「手裏劍UFO合體」。

#### 牛仔丸（ロデオマル，Rodeomaru）
【基本資料】
| 牛仔丸性能設定 | 牛仔丸性能設定 | 牛仔丸性能設定 | 牛仔丸性能設定 | 牛仔丸性能設定 | 牛仔丸性能設定 | 牛仔丸性能設定 |
| 全高           | 全幅           | 全長           | 重量           | 時速           | 馬力           | 皮套           |
| -------------- | -------------- | -------------- | -------------- | -------------- | -------------- | -------------- |
| 21.2m          | 9.0m           | 4.5m           | 200t           | 500km/h        | 300萬馬力      | 田中宏幸       |

由星忍者所操縱的個人專屬牛仔型御伴忍。比起忍丸擁有更敏捷的戰鬥力，更能拋出繩圈綑綁敵人，甚至綁起敵人手上的武器並沒收。
此御伴忍並非由伊賀崎好天製造的，而是金治・瀧川根據伊賀崎好天的著作而自行開發並委託雜賀鐵之助協助製造的。

#### 野牛王輕型車（バイソンキングバギー，Bison King Pachy）
【基本資料】
| 野牛王輕型車性能設定 | 野牛王輕型車性能設定 | 野牛王輕型車性能設定 | 野牛王輕型車性能設定 | 野牛王輕型車性能設定 | 野牛王輕型車性能設定 |
| 全高                 | 全幅                 | 全長                 | 重量                 | 時速                 | 馬力                 |
| -------------------- | -------------------- | -------------------- | -------------------- | -------------------- | -------------------- |
| 23.3m                | 39.7m                | 48.3m                | 1400t                | 550km/h              | 2100萬馬力           |

牛仔丸專屬的輕型車型巨大戰車，外型以野牛為原型，由牛仔丸負責駕駛。為眾多御伴忍中不是以「丸」字作結尾命名的御伴忍。
此御伴忍並非由伊賀崎好天製造的，而是金治・瀧川根據伊賀崎好天的著作而自行開發並委託雜賀鐵之助協助製造的。
頭部的角可發射光束攻擊敵人。

#### 衝浪丸（サーファーマル，Surfermaru）
【基本資料】
| 衝浪丸性能設定 | 衝浪丸性能設定 | 衝浪丸性能設定 | 衝浪丸性能設定 | 衝浪丸性能設定 | 衝浪丸性能設定 | 衝浪丸性能設定         |
| 全高           | 全幅           | 全長           | 重量           | 時速           | 馬力           | 手裏劍神衝浪者合體     |
| -------------- | -------------- | -------------- | -------------- | -------------- | -------------- | ---------------------- |
| 17.4m          | 14.9m          | 38.1m          | 400t           | 200節          | 800萬馬力      | 頭部、胸部核心及滑浪板 |

潛艇型御伴忍，外表顏色為紫色。於第17集登場。
擁有強大的水底作戰能力，前方可發射兩枚魚雷，為唯一一部可以進行水戰的御伴忍。
伊賀崎好天表示此御伴忍是金治・瀧川入門考驗失敗的餞別禮，故此可以算上屬於星忍者專用的輔助御伴忍。
| 衝浪者丸性能設定（人形） | 衝浪者丸性能設定（人形） | 衝浪者丸性能設定（人形） | 衝浪者丸性能設定（人形） | 衝浪者丸性能設定（人形） | 衝浪者丸性能設定（人形） | 衝浪者丸性能設定（人形） |
| 全高                     | 全幅                     | 全長                     | 重量                     | 時速                     | 馬力                     | 手裏劍神衝浪者合體       |
| ------------------------ | ------------------------ | ------------------------ | ------------------------ | ------------------------ | ------------------------ | ------------------------ |
| 21.2m                    | 9.0m                     | 4.5m                     | 200t                     | 500km/h                  | 300萬馬力                | 頭部、胸部核心及滑浪板   |

衝浪丸的人型機械人形態，頭部會變為人型機械人，身體部分盯變成滑浪板讓變為人型機械人的衝浪者丸踏上去。
於機械人戰鬥形態時轉動衝浪丸的御伴忍手裏劍則可發動衝浪丸及手裏劍神進行「手裏劍衝浪合體」。

#### 獅子霸王城（ライオンハオージョウ，Lion Haoh City）
【基本資料】
| 獅子霸王城性能設定 | 獅子霸王城性能設定 | 獅子霸王城性能設定 | 獅子霸王城性能設定 | 獅子霸王城性能設定 | 獅子霸王城性能設定 |
| 全高               | 全幅               | 全長               | 重量               | 時速               | 馬力               |
| ------------------ | ------------------ | ------------------ | ------------------ | ------------------ | ------------------ |
| 48.4m              | 64.9m              | 76.8m              | 8800t              | 800km/h            | 12200萬馬力        |

獅子型的超巨大戰車，由超絕赤忍者負責駕駛。外色為紅色及金色。跟龍丸及UFO丸一樣擁有飛行及空戰能力，故此亦被稱為「天空之御伴忍」。於第19集登場。
轉動天空之御伴忍手裏劍則可發動「獅子變形」變身為獅子霸王。
於第41集時被操控的情況下自行召喚其他御伴忍發動霸王手裏劍合體，故此推斷獅子霸王城可能擁有自動駕駛時自行強制召喚御伴忍的能力。

#### 恐龍丸（ダイノマル，Dinomaru）
【基本資料】
| 恐龍丸性能設定 | 恐龍丸性能設定 | 恐龍丸性能設定 | 恐龍丸性能設定 | 恐龍丸性能設定 | 恐龍丸性能設定 | 恐龍丸性能設定   |
| 全高           | 全幅           | 全長           | 重量           | 時速           | 馬力           | 手裏劍神恐龍組成 |
| -------------- | -------------- | -------------- | -------------- | -------------- | -------------- | ---------------- |
| 24.5m          | 44.4m          | 15.2m          | 500t           | 380km/h        | 750萬馬力      | 頭部及胸部核心   |

恐龍型的御伴忍，被弓張重三稱之為惡龍之力於劇場版《手裏劍戰隊忍忍者 THE MOVIE 恐龍殿下的驚天忍法帖！》登場。
| 恐龍丸性能設定（人形） | 恐龍丸性能設定（人形） | 恐龍丸性能設定（人形） | 恐龍丸性能設定（人形） | 恐龍丸性能設定（人形） | 恐龍丸性能設定（人形） | 恐龍丸性能設定（人形） |
| 全高                   | 全幅                   | 全長                   | 重量                   | 時速                   | 馬力                   | 手裏劍神恐龍組成       |
| ---------------------- | ---------------------- | ---------------------- | ---------------------- | ---------------------- | ---------------------- | ---------------------- |
| 25.0m                  | 10.2m                  | 13.6m                  | 400t                   | 400km/h                | 600萬馬力              | 頭部及胸部核心         |

恐龍丸的人型機器人形態，於劇場版《手裏劍戰隊忍忍者 THE MOVIE 恐龍殿下的驚天忍法帖！》、《手裏劍戰隊忍忍者 VS 特急者 THE MOVIE 忍者 In Wonderland》中登場，於機器人戰鬥形態時轉動恐龍丸的御伴忍手裏劍則可發動恐龍丸及手裏劍神進行「手裏劍恐龍合體」。

#### 賽車丸（トライドロンマル，Tridoronmaru）
【基本資料】
| 賽車丸性能設定 | 賽車丸性能設定 | 賽車丸性能設定 | 賽車丸性能設定 | 賽車丸性能設定 | 賽車丸性能設定 | 賽車丸性能設定     |
| 全高           | 全幅           | 全長           | 重量           | 時速           | 馬力           | 手裏劍神賽特朗組成 |
| -------------- | -------------- | -------------- | -------------- | -------------- | -------------- | ------------------ |
| 21.6m          | 9.7m           | 8.1m           | 200t           | 500km/h        | 340萬馬力      | 頭部及胸部核心     |

裝置於《假面騎士Drive》的武器軚盤劍並將之轉動後於《超級英雄大戰GP 假面騎士3號》登場，劍柄軚盤隨即變化成為帶有專屬座駕賽特朗造型的人型機械。

### 激熱御伴忍
在第32集由忍忍者們獨立製出，因來不及培養所屬精靈而無法像其他御伴忍那樣自主行動，後在忍忍者們以憑依合體之術進入體內代替精靈後而正式登場。

#### 鳳凰丸（ホウオウマル，Hououmaru）
【基本資料】
| 鳳凰丸性能設定 | 鳳凰丸性能設定 | 鳳凰丸性能設定 | 鳳凰丸性能設定 | 鳳凰丸性能設定 | 鳳凰丸性能設定 | 鳳凰丸性能設定 |
| 全高           | 全幅           | 全長           | 重量           | 時速           | 馬力           | 激熱大王組成   |
| -------------- | -------------- | -------------- | -------------- | -------------- | -------------- | -------------- |
| 8.2m           | 36.4m          | 21.6m          | 150t           | 馬赫1.2        | 200萬馬力      | 頭部           |

由赤忍者所操縱，鳳凰（朱雀）型御伴忍。與其他御伴忍不同之處在於必須由赤忍者自身以憑依合體之術進入鳳凰丸體內。

#### 青龍丸（セイリュウマル，Seiryumaru）
【基本資料】
| 青龍丸性能設定 | 青龍丸性能設定 | 青龍丸性能設定 | 青龍丸性能設定 | 青龍丸性能設定 | 青龍丸性能設定 | 青龍丸性能設定 |
| 全高           | 全幅           | 全長           | 重量           | 時速           | 馬力           | 激熱大王組成   |
| -------------- | -------------- | -------------- | -------------- | -------------- | -------------- | -------------- |
| 10.3m          | 7.7m           | 30.6m          | 200t           | 600km/h        | 300萬馬力      | 右手           |

由青忍者所操縱，青龍型御伴忍。與其他御伴忍不同之處在於必須由青忍者自身以憑依合體之術進入青龍丸體內。

#### 玄武丸（ゲンブマル，Genbumaru）
【基本資料】
| 玄武丸性能設定 | 玄武丸性能設定 | 玄武丸性能設定 | 玄武丸性能設定 | 玄武丸性能設定 | 玄武丸性能設定 | 玄武丸性能設定 |
| 全高           | 全幅           | 全長           | 重量           | 時速           | 馬力           | 激熱大王組成   |
| -------------- | -------------- | -------------- | -------------- | -------------- | -------------- | -------------- |
| 16.8m          | 20.4m          | 26.6m          | 500t           | 400km/h        | 750萬馬力      | 身體           |

由黃忍者所操縱，玄武（龜）型御伴忍。與其他御伴忍不同之處在於必須由黃忍者自身以憑依合體之術進入玄武丸體內。

#### 白虎丸（ビャッコマル，Byakoumaru）
【基本資料】
| 白虎丸性能設定 | 白虎丸性能設定 | 白虎丸性能設定 | 白虎丸性能設定 | 白虎丸性能設定 | 白虎丸性能設定 | 白虎丸性能設定 |
| 全高           | 全幅           | 全長           | 重量           | 時速           | 馬力           | 激熱大王組成   |
| -------------- | -------------- | -------------- | -------------- | -------------- | -------------- | -------------- |
| 8.6m           | 10.5m          | 25.6m          | 200t           | 450km/h        | 300萬馬力      | 右腳           |

由白忍者所操縱，白虎型御伴忍。與其他御伴忍不同之處在於必須由白忍者自身以憑依合體之術進入白虎丸體內。

#### 熊貓丸（パンダマル，Pandamaru）
【基本資料】
| 熊貓丸性能設定 | 熊貓丸性能設定 | 熊貓丸性能設定 | 熊貓丸性能設定 | 熊貓丸性能設定 | 熊貓丸性能設定 | 熊貓丸性能設定 |
| 全高           | 全幅           | 全長           | 重量           | 時速           | 馬力           | 激熱大王組成   |
| -------------- | -------------- | -------------- | -------------- | -------------- | -------------- | -------------- |
| 8.8m           | 11.1m          | 24.9m          | 200t           | 500km/h        | 300萬馬力      | 左腳           |

由桃忍者所操縱，熊貓型御伴忍。與其他御伴忍不同之處在於必須由桃忍者自身以憑依合體之術進入熊貓丸體內。

#### 錦鯉丸（マゴイマル，Macoimaru）
【基本資料】
| 錦鯉丸性能設定 | 錦鯉丸性能設定 | 錦鯉丸性能設定 | 錦鯉丸性能設定 | 錦鯉丸性能設定 | 錦鯉丸性能設定 | 錦鯉丸性能設定 |
| 全高           | 全幅           | 全長           | 重量           | 時速           | 馬力           | 激熱大王組成   |
| -------------- | -------------- | -------------- | -------------- | -------------- | -------------- | -------------- |
| 10.3m          | 7.6m           | 24.0m          | 150t           | 220km/h        | 200萬馬力      | 左手           |

由星忍者所操縱，錦鯉型御伴忍。與其他御伴忍不同之處在於必須由星忍者自身以憑依合體之術進入錦鯉丸體內。

## 手裏劍合體機神

### 手裏劍神（シュリケンジン，Shurikenjin）
【基本資料】
| 機體高度 | 機體寬度 | 機體厚度 | 機體重量 | 機體航速 | 機組力量輸出 | 皮套     |
| -------- | -------- | -------- | -------- | -------- | ------------ | -------- |
| 48.0m    | 30.5m    | 12.0m    | 1600t    | 550km/h  | 2400萬馬力   | 日下秀昭 |

由五架御伴忍和紅色御伴忍手裏劍合為一體的巨大機器人。
駕駛艙為抬神轎的設定，一人坐於駕駛座（多數由赤忍者坐鎮，但亦可轉換由其他人坐鎮），其餘四人將忍者一番刀安插於轎上，以類似扛轎的方式共同操作。
武器為自龍丸分離的尾巴「飛龍劍」及龍丸雙翼合併的「飛龍盾」，必殺技為「手裏劍神 · 暴烈斬」。
首度合體時，天晴臨時起意將合體機器人命名為「手裏劍神」，自此沿用。

### 手裏劍神龍（シュリケンジンドラゴ，Shurikenjin Drago）
【基本資料】
| 機體高度 | 機體寬度 | 機體厚度 | 機體長度 | 機體重量 | 機體航速 | 機組力量輸出 | 皮套     |
| -------- | -------- | -------- | -------- | -------- | -------- | ------------ | -------- |
| 41m      | 35.7m    | 12.6m    | 56m      | 1600t    | 650km/h  | 2400萬馬力   | 岡元次郎 |

由五架御伴忍和藍色御伴忍手裏劍合為一體的巨大機器人。手裏劍神的第二型態「手裏劍神龍」。
合體時龍丸及忍丸的位置對調，駕駛座亦改由藍忍者坐鎮。
外型為一隻飛龍，擁有飛行能力，可於空中進行快速斬擊，唯不能飛往太空以外範圍，必殺技為「手裏劍神．Dragon Burst」。

### 手裏劍神象（シュリケンジンパオーン，Shurikenkin Paon）
【基本資料】
| 機體高度 | 機體寬度 | 機體厚度 | 機體重量 | 機體航速 | 機組力量輸出 | 皮套     | 配樂風格 |
| -------- | -------- | -------- | -------- | -------- | ------------ | -------- | -------- |
| 48.0m    | 30.0m    | 25.0m    | 1900t    | 450km/h  | 2850萬馬力   | 日下秀昭 | 阿拉伯風 |

由手裏劍神和象丸合為一體的巨大機器人。合體時忍丸的位置會由象丸替代，而忍丸則會變成右手，駕駛座由負責控制象丸的忍忍者坐鎮。
武器為兩把手斧，除了可以使用手斧進行劈擊外，象鼻亦仍然可噴出蒸氣攻擊敵人。
必殺技為將兩把手斧投擲出去砸死敵人的「手裏劍神．飛鏢象斧」。

### 手裏劍神UFO（シュリケンジンユーフォー，Shurikenjin UFO）
【基本資料】
| 機體高度 | 機體寬度 | 機體厚度 | 機體重量 | 機體航速 | 機組力量輸出 | 皮套     | 配樂風格 |
| -------- | -------- | -------- | -------- | -------- | ------------ | -------- | -------- |
| 48.0m    | 30.0m    | 22.4m    | 1900t    | 700km/h  | 2850萬馬力   | 日下秀昭 | 鐵克諾風 |

由手裏劍神和UFO丸合為一體的巨大機器人。合體時忍丸的位置會由UFO丸替代，而忍丸則會變成右手，駕駛座由負責控制UFO丸的忍忍者坐鎮。
武器為設有3支槍口的霰彈槍，比起手裏劍神龍擁有更強大飛行能力，故此亦能飛往太空戰鬥。
必殺技為發射三道手裏劍形光束彈並劃出忍忍者徽號圖案擊殺敵人的「手裏劍神．UFO大爆發」。

### 野牛王（バイソンキング，Bison King）
【基本資料】
| 機體高度 | 機體寬度 | 機體厚度 | 機體重量 | 機體航速 | 機組力量輸出 | 皮套     | 配樂風格 |
| -------- | -------- | -------- | -------- | -------- | ------------ | -------- | -------- |
| 47.3m    | 39.7m    | 41.0m    | 1600t    | 5500km/h | 2400萬馬力   | 矢部敬三 | 西部風   |

由牛仔丸及野牛王輕型車合為一體的巨大機器人。合體時野牛王輕型車會變為野牛王的主體，牛仔丸會成為野牛王的頭部，外型有如西部牛仔一樣。
武器為半自動手槍「野牛火槍」，不但可發射子彈，槍身上的刀片亦可砍傷敵人。必殺技為有如機關槍一樣連續發射無數子彈痛擊敵人的「野牛．狂暴亂射」。

### 王手裏劍神（キングシュリケンジン，King Shurikenjin）
【基本資料】
| 機體高度 | 機體寬度 | 機體厚度 | 機體重量 | 機體航速 | 機組力量輸出 | 皮套 |
| -------- | -------- | -------- | -------- | -------- | ------------ | ---- |
| 73.5m    | 36.5m    | 31.5m    | 3200t    | 700km/h  | 4800萬馬力   |      |

由手裏劍神和野牛王發動王之手裏劍合體後的巨大機器人，合體時由赤忍者轉動合體忍手裏剣以發動此合體陣式。合體時手裏劍神和野牛王會各自分解各部份並重組新的身體，胸部的王座由忍丸坐鎮，牛仔丸亦會成為王手裏劍神的頭部。星忍者及野牛王的駕駛座會轉移到駕駛室內王座前。
武器為野牛王的「野牛火槍」、手裏劍神的「飛龍劍」及「飛龍盾」所合成的「野牛飛龍刀」，必殺技為積聚大量能量於「野牛飛龍刀」之上並分別造成牛仔丸型及龍丸型的連續斬撃「王之破天荒斬」。

### 手裏劍神衝浪（シュリケンジンサーファー，Shurikenjin Surfer）
【基本資料】
| 機體高度 | 機體寬度 | 機體厚度 | 機體重量 | 機體航速 | 機組力量輸出 | 皮套     | 配樂風格 |
| -------- | -------- | -------- | -------- | -------- | ------------ | -------- | -------- |
| 51.6m    | 30.0m    | 23.1m    | 2050t    | 300節    | 3050萬馬力   | 日下秀昭 | 海灘風   |

由手裏劍神和衝浪丸合為一體的巨大機器人。合體時忍丸的位置會由衝浪丸替代，而忍丸則會變成右手，駕駛座由負責控制衝浪丸的忍忍者坐鎮。
腳部同時踏著由衝浪丸的身體變成的滑浪板，故此擁有可於水上戰鬥的能力。
必殺技為衝前並借著衝力揮刀殺敵的「手裏劍神．衝浪破浪斬」。

### 獅子霸王（ライオンハオー，Lion Haoh）
【基本資料】
| 機體高度 | 機體寬度 | 機體厚度 | 機體重量 | 機體航速 | 機組力量輸出 | 皮套     | 配樂風格 |
| -------- | -------- | -------- | -------- | -------- | ------------ | -------- | -------- |
| 66.3m    | 62.0m    | 32.3m    | 8800t    | 750km/h  | 12200萬馬力  | 岡元次郎 | 劇場風   |

為獅子霸王城的巨大機器人形態。變形時風雲雷起，獅子霸王城會站立起來並變為人型，獅子霸王城前方的獅頭成為獅子霸王的胸部，底部的手裏劍會成為獅子霸王的頭部。超絕赤忍者會坐於獅頭的口內控制獅子霸王。
武器為兩手所持的兩塊金色的「巨型手裏劍」，不但可作斬擊，亦可將兩塊巨型手裏劍合起來並使出「大手裏劍衝擊」高速衝向敵人。必殺技為變回獅子霸王城後超絕赤忍者站於頂部並高速駛向敵人並揮刀斬殺敵人的「獅子超絕斬」，而且發動必殺技時天空再次風雲雷起以增威勢，斬殺敵人後更能立即變回獅子霸王姿態，此招式亦可在飛行期間施展。

### 霸王手裏劍神（ハオーシュリケンジン，Haoh Shurikenjin）
【基本資料】
| 機體高度 | 機體寬度 | 機體厚度 | 機體重量 | 機體航速 | 機組力量輸出 | 皮套 |
| -------- | -------- | -------- | -------- | -------- | ------------ | ---- |
| 72.5m    | 62.0m    | 31.4m    | 12000t   | 850km/h  | 17000萬馬力  |      |

由手裏劍神和野牛王以及獅子霸王發動霸王手裏劍合體後的巨大機器人。合體時獅子霸王頭部的手裏劍會飛出，然後野牛王及手裏劍神會合力翻轉獅子霸王的身體，翻轉時可造成衝擊波傷害敵人以防止敵人試圖阻止合體。然後野牛王會分為3部分，野牛王的雙腳各自安裝於手上成為兩支巨大的半自動手槍「霸王火槍」，而身體則會安裝於後方。而王座則由手裏劍神坐鎮，最後由獅子霸王頭部的手裏劍裝於頂部及忍忍者們全數到達駕駛室後宣告完成合體。
藉由忍丸操縱手裏劍神手裏劍神在操縱霸王手裏劍神成為一個連環操作的型態，行駛期間可使用雙手的「霸王火槍」連續射擊敵人並同時繼續前進。胸部的手裏劍神必要時可隨時脫離霸王手裏劍神。同樣忍丸的脫離霸王手裏劍神功能亦可在手裏劍神脫離後使用，甚至連紅忍者亦能出來戰鬥。
必殺技為變身作超絕模式的忍忍者坐於霸王手裏劍神頂部與駕駛室內其他忍忍者們同時發動身上所有的光束炮及兩支「霸王火槍」同時發出強力光束將敵人當場擊潰的「霸王暴烈大炮」。
於第41集獅子王被操控之時亦可依靠自己的能力強制召喚手裏劍神和野牛王發動此合體陣式反攻忍忍者，駕駛室亦被牙鬼幻月及其親衛兵佔領。甚至使用「霸王暴烈大炮」擊敗激熱大王（必殺技名稱甚至改為「霸王幻月大炮」）。

### 手裏劍神恐龍（シュリケンジンダイノ，Shurikenjin Dino）
【基本資料】
| 機體高度 | 機體寬度 | 機體厚度 | 機體重量 | 機體航速 | 機組力量輸出 | 皮套 | 配樂風格 |
| -------- | -------- | -------- | -------- | -------- | ------------ | ---- | -------- |
| 48.0m    | 30.0m    | 30.7m    | 2000t    | 500km/h  | 3000萬馬力   |      | 原住民風 |

由手裏劍神和恐龍丸合為一體的巨大機器人。合體時忍丸的位置會由恐龍丸替代，而忍丸則會變成右手，駕駛座由負責控制恐龍丸的忍忍者坐鎮。
必殺技「手裏劍神．恐龍迷客夏」。

### 激熱大王（ゲキアツダイオー，Gekiatsu Dai-Oh）
【基本資料】
| 機體高度 | 機體寬度 | 機體厚度 | 機體重量 | 機體航速 | 機組力量輸出 | 皮套 | 配樂風格   |
| -------- | -------- | -------- | -------- | -------- | ------------ | ---- | ---------- |
| 56.0m    | 27.8m    | 19.3m    | 1500t    | 600km/h  | 2200萬馬力   |      | 功夫電影風 |

由鳳凰丸等6隻激熱御伴忍合體。屬於格鬥類型機器人。
必殺技為將6人從胸口射出去直接斬擊敵人的「激熱大狂歡」。另外還有飛行版本的「飛行激熱大狂歡」。
於第32集登場

### 霸王激熱大王（ハオーゲキアツダイオー，Haoh Gekiatsu Dai-Oh）
【基本資料】
| 機體高度 | 機體寬度 | 機體厚度 | 機體重量 | 機體航速 | 機組力量輸出 | 皮套 |
| -------- | -------- | -------- | -------- | -------- | ------------ | ---- |
| 80.5m    | 62.0m    | 39.1m    | 11900t   | 880km/h  | 16800萬馬力  |      |

由激熱大王和野牛王以及獅子霸王發動激熱手裏劍合體後的巨大機器人。合體時獅子霸王頭部的手裏劍會飛出，然後野牛王及激熱大王會合力翻轉獅子霸王的身體，翻轉時可造成衝擊波傷害敵人以防止敵人試圖阻止合體。然後野牛王會分為3部分，野牛王的雙腳各自安裝於手上成為兩支巨大的半自動手槍「霸王火槍」，而身體則會安裝於後方。而王座則由激熱大王坐鎮，最後由獅子霸王頭部的手裏劍裝於頂部及忍忍者們全數到達駕駛室後宣告完成合體。
藉由胸前的台座操縱霸王激熱大王，行駛期間可使用雙手的「霸王火槍」連續射擊敵人並同時繼續前進外，亦可使出招式「霸王激熱炸擊」。胸部的激熱大王必要時可隨時脫離霸王激熱大王。
必殺技為變身作超絕模式的忍忍者站於霸王激熱大王頂部與駕駛室內其他忍忍者們從胸口的激熱手裏劍發射出6道激熱御伴忍型能量彈並依序直接撞擊敵人的「霸王激熱終結炮擊」。
於第36集登場

### 手裏劍神賽特朗（シュリケンジントライドロン）
【基本資料】
| 機體高度 | 機體寬度 | 機體厚度 | 機體重量 | 機體航速 | 機組力量輸出 | 皮套 |
| -------- | -------- | -------- | -------- | -------- | ------------ | ---- |
|          |          |          |          |          |              |      |

由手裏劍神與賽特朗造型的人型機械進行合體後的巨大機械人。
駕駛艙同時亦增添假面騎士Drive座席，並與手裏劍戰隊忍忍者共同操縱以集合兩家的特性。

## 播放列表
以下時間以當地時間（日本時間）為準
| 日本播放   | 香港播放   | 話數         | 日文標題 | 中文標題香港標題                                                                 | 登場妖怪 （日本CV／香港CV） | 關東收視率 | 編劇     | 導演       |
| ---------- | ---------- | ------------ | -------- | -------------------------------------------------------------------------------- | --- | ---------- | -------- | ---------- |
| 2015/2/22  | 2017/3/26  | 1            |          | 我們是忍者！                                                                     | - 妖怪カマイタチ(鎌鼬) （稻田徹） | 4.8%       | 下山健人 | 中澤祥次郎 |
| 2015/3/1   | 2017/4/2   | 2            |          | 要成為最終忍者！要成為終結忍者！                                                 | - 妖怪カッパ(河童) （近藤浩德） | 4.2%       | 下山健人 | 中澤祥次郎 |
| 2015/3/8   | 2017/4/9   | 3            |          | 強敵，蛾眉現身！強敵，蛾眉出現！                                                 | - 妖怪火之車(妖怪カシャ) （石野龍三／張方正） - 巨大妖怪ガシャドクロ(餓者骷髏) | 4.1%       | 下山健人 | 加藤弘之   |
| 2015/3/15  | 2017/4/16  | 4            |          | 象來了！巴昂丸象神來了！象神戰丸                                                 | - 妖怪土蜘蛛(妖怪ツチグモ) （堂坂晃三／周倚天） | 3.9%       | 下山健人 | 加藤弘之   |
| 2015/3/22  | 2017/4/23  | 5            |          | 宇宙忍者 幽浮丸！宇宙忍者 UFO戰丸！                                              | - 妖怪ウンガイキョウ(雲外鏡) （長島茂／馮錦堂） | 3.9%       | 下山健人 | 渡邊勝也   |
| 2015/4/5   | 2017/4/30  | 6            |          | 天狗之神隱天狗的神隱                                                             | - 妖怪テング(天狗 (日本)) （佐藤正治／陳永信） | 4.1%       | 下山健人 | 渡邊勝也   |
| 2015/4/12  | 2017/5/7   | 7            |          | 春之忍者祭！春天的忍者慶典！                                                     | - 妖怪ネコマタ(貓又) （關智一／黃啟昌） - 巨大妖怪ガシャドクロ(餓者骷髏) | 4.2%       | 下山健人 | 竹本昇     |
| 2015/4/19  | 2017/5/14  | 8            |          | 穿越時空的貓又！穿梭時空的雙尾貓！                                               | - 妖怪ネコマタ(貓又) （關智一／黃啟昌） | 4.6%       | 下山健人 | 竹本昇     |
| 2015/4/26  | 2017/5/21  | 9            |          | 忍術VS魔法，大激戰！忍術VS魔法，大比併！                                         | - 妖怪イッタンモメン(一反木棉) （山崎巧／蘇強文） | 3.9%       | 下山健人 | 加藤弘之   |
| 2015/5/3   | 2017/5/28  | 10           |          | 嘻哈！金色之星忍者嘻哈！金色的星忍者                                             | - 妖怪ダイダラボッチ(大太法師) （鹽屋浩三／陳廷軒） | 3.4%       | 下山健人 | 加藤弘之   |
| 2015/5/10  | 2017/6/4   | 11           |          | 忍丸，回來！忍者戰丸，回來！                                                     | - 妖怪エンラエンラ(煙羅煙羅) （岩田光央／葉振聲） - 巨大妖怪ガシャドクロ(餓者骷髏) | 4.3%       | 下山健人 | 中澤祥次郎 |
| 2015/5/17  | 2017/6/11  | 12           |          | 最強決戰！奇蹟的合體                                                             | - 蛾眉雷蔵 - 巨大妖怪ガシャドクロ(餓者骷髏) x2 | 3.7%       | 下山健人 | 中澤祥次郎 |
| 2015/5/24  | 2017/6/18  | 13           |          | 燃燒吧！忍者運動會                                                               | - 妖怪ヤマワラワ(山童) （平井啟二／李鎮然） | 4.3%       | 下山健人 | 金田治     |
| 2015/5/31  | 2017/6/25  | 14           |          | 請防範救命詐騙！提防求助欺詐！                                                   | - 妖怪ヤマビコ(山彥) （寺杣昌紀／陳成港） | 3.6%       | 下山健人 | 金田治     |
| 2015/6/7   | 2017/7/2   | 15           |          | 妖怪，我是絕不失敗的妖怪，我是不會失敗的                                         | - 妖怪フタクチオンナ(二口女) （澤城美雪／鄭麗麗） - 巨大妖怪ガシャドクロ(餓者骷髏) | 3.8%       | 下山健人 | 竹本昇     |
| 2015/6/14  | 2017/7/9   | 16           |          | 旋風爸爸是超級忍者！？爸爸是超級忍者！？                                         | - 妖怪カサバケ(傘妖) （真殿光昭） | 3.6%       | 毛利亘宏 | 竹本昇     |
| 2015/6/21  | 2017/7/16  | 17           |          | 再見，星忍者！再見了，星忍者！                                                   | - 妖怪ウミボウズ(海坊主) （寶龜克壽） | 3.8%       | 下山健人 | 加藤弘之   |
| 2015/6/28  | 2017/7/23  | 18           |          | 八雲所愛的妖怪八雲愛惜的妖怪                                                     | - 妖怪オトロシ(恐獸) （後藤哲夫） | 4.4%       | 毛利亘宏 | 加藤弘之   |
| 2015/7/5   | 2017/7/30  | 19           |          | 探索！天空之御伴忍尋找天空機動忍吧！                                             | - 上級妖怪ヌエ(鵺) （岩崎征實／馮志輝） - 巨大妖怪ガシャドクロ(餓者骷髏) x2 | 4.4%       | 下山健人 | 加藤弘之   |
| 2015/7/12  | 2017/8/6   | 20           |          | The 超絕！獅子霸王                                                               | - 上級妖怪ヌエ(鵺) （岩崎征實／馮志輝） | 3.8%       | 下山健人 | 渡邊勝也   |
| 2015/7/19  | 2017/8/13  | 21           |          | 燃燒吧！夢之忍者棒球燃燒吧！夢想的忍者棒球                                       | - 妖怪バク(獏 (妖怪)) （ふくまつ進紗） | 3.4%       | 下山健人 | 渡邊勝也   |
| 2015/7/26  | 2017/8/20  | 22           |          | 超合體！霸王手裏劍神                                                             | - 妖怪ヌリカベ\|(塗壁) （川津泰彥／張錦江） - 巨大妖怪ガシャドクロ(餓者骷髏) | 3.0%       | 下山健人 | 中澤祥次郎 |
| 2015/8/2   | 2017/8/27  | 23           |          | 夏天了！忍者試膽夏天！忍者膽量測試                                               | - 妖怪ユキオンナ(雪女) （斉藤貴美子／黃玉娟） | 3.5%       | 下山健人 | 中澤祥次郎 |
| 2015/8/9   | 2017/9/3   | 24           |          | 夏天了！西洋妖怪洶湧來日！夏天！西洋妖怪相繼來到日本！                           | - 西洋妖怪フランケン(科學怪人) （梁田清之／葉振聲） - 西洋妖怪ドラキュラ(德古拉) （伊丸岡篤／馮志輝） - 西洋妖怪オオカミオトコ(狼人) （藤本たかひろ／林國雄） - 巨大妖怪ガシャドクロ(餓者骷髏) | 3.2%       | 下山健人 | 竹本昇     |
| 2015/8/16  | 2017/9/10  | 25           |          | 夏天了！小心德古拉夏天了！要小心德古拉                                           | - 西洋妖怪ドラキュラ(德古拉) （伊丸岡篤／馮志輝） | 2.8%       | 毛利亘宏 | 竹本昇     |
| 2015/8/23  | 2017/9/17  | 26           |          | 夏天了！最終忍者競賽中間發表（總集篇）夏天了！最終忍者比賽中期成績公佈（總集篇） | - 妖怪マタネコ(貓又) （關智一） | 2.3%       | 毛利亘宏 | 加藤弘之   |
| 2015/8/30  | 2017/9/24  | 27           |          | 夏天了！超絕星忍誕生！夏天了！超絕星忍者誕生！                                   | - 西洋妖怪オオカミオトコ(狼人) （藤本たかひろ／林國雄） | 3.3%       | 下山健人 | 加藤弘之   |
| 2015/9/6   | 2017/10/1  | 28           |          | 激走！牙鬼忍者軍團狂奔！牙鬼忍者仔軍團                                           | - 忍者ハヤブサ(隼) （宮崎寛務） | 4.3%       | 下山健人 | 加藤弘之   |
| 2015/9/13  | 2017/10/8  | 29           |          | 忍者雙六決定版！忍者擲骰遊戲正式版                                               | - 忍者イッカクサイ(獨角犀) （武虎） | 3.4%       | 下山健人 | 渡邊勝也   |
| 2015/9/20  | 2017/10/15 | 30           |          | 被盯上的忍者私塾被鎖定目標的忍者學校                                             | - 忍者クロアリ(黑蟻) （濱田賢二／關令翹） | 3.5%       | 下山健人 | 渡邊勝也   |
| 2015/9/27  | 2017/10/22 | 31           |          | 忍者逃跑中！忍者逃走中！                                                         | - 忍者ムジナ(貉) （楠大典） - カラクリキュウビ | 3.3%       | 下山健人 | 中澤祥次郎 |
| 2015/10/4  | 2017/10/29 | 32           |          | 激热忍者！啊噠！激熱忍者！                                                       | - 忍者ムジナ(貉) （楠大典） - カラクリキュウビ - 巨大妖怪ガシャドクロ(餓者骷髏) x2 | 3.6%       | 下山健人 | 中澤祥次郎 |
| 2015/10/11 | 2017/11/5  | 33           |          | 爱上八云的女忍者愛上了八雲的女忍者                                               | - 忍者スズメバチ(雀蜂) （沖佳苗／李潤知） | 4.7%       | 毛利亘宏 | 竹本昇     |
| 2015/10/18 | 2017/11/12 | 34           |          | 傳說的世界忍者，磁雷矢參上！傳說中的世界忍者，磁雷矢登場！                       | - 上級妖怪コナキジジイ(子泣爺爺) （二又一成／葉振聲） | 4.6%       | 下山健人 | 竹本昇     |
| 2015/10/25 | 2017/11/19 | 35           |          | 金治，朝向妖怪的迷路！金治，迷失方向變成妖怪！                                   | - 上級妖怪オオムカデ(大百足) （長嶝高士） | 3.0%       | 下山健人 | 加藤弘之   |
| 2015/11/8  | 2017/11/26 | 36           |          | 金治，榮光的超級巨星！金治，榮耀的超級巨聲！                                     | - 巨大妖怪ガシャドクロ(餓者骷髏) x6 - 上級妖怪オボログルマ(朧車) （矢尾一樹） - 西洋妖怪オオカミオトコ(狼人) （藤本たかひろ）                                                                  | 3.3%       | 下山健人 | 加藤弘之   |
| 2015/11/15 | 2017/12/3  | 37           |          | 手裏劍傳說～前往最終忍者的道路～！手裏劍傳說～通往終結忍者之路～                 | - 妖怪モクモクレン(目目連) （松田健一郎） | 3.8%       | 下山健人 | 渡邊勝也   |
| 2015/11/22 | 2017/12/10 | 38           |          | 小魔女愛八雲？女巫少女喜歡八雲？                                                 | - 妖怪アミキリ(網切) （佐藤せつじ/馮錦堂） | 4.1%       | 毛利亘宏 | 渡邊勝也   |
| 2015/11/29 | 2017/12/17 | 39           |          | 牙鬼之子，萬月現身！牙鬼之兒子，萬月出現！                                       | - 牙鬼萬月 - 巨大妖怪ガシャドクロ(餓者骷髏) x4 | 3.7%       | 毛利亘宏 | 竹本昇     |
| 2015/12/6  | 2017/12/24 | 40           |          | 危险的圣诞老人！                                                                 | - 上級妖怪ビンボウガミ(貧乏神) （岩崎博/盧國權） | 4.7%       | 下山健人 | 竹本昇     |
| 2015/12/13 | 2017/12/31 | 41           |          | 牙鬼派对，五局定胜负！牙鬼派對，五局比試！                                       | - 超上級妖怪シュテンドウジ(酒吞童子) （秋元羊介） - 巨大妖怪ガシャドクロ (餓者骷髏)x2 | 3.6%       | 下山健人 | 加藤弘之   |
| 2015/12/20 | 2018/1/7   | 42           |          | 御伴忍大戰！貓又的逆襲機動忍之戰！雙尾貓的反擊                                   | - 牙鬼萬月 - 超上級妖怪シュテンドウジ(酒吞童子) （秋元羊介） - 妖怪メガネコマタ(眼鏡貓又) （矢柴俊博）                                                                                         | 4.1%       | 下山健人 | 加藤弘之   |
| 2015/12/27 | 2018/1/14  | 43           |          | 傳說的忍者！妖怪歌牌大作戰                                                       | - 妖怪フダガエシ(札返) （園部啓一/陳卓智） | 3.8%       | 毛利亘宏 | 加藤弘之   |
| 2016/1/17  | 2018/1/21  | 44           |          | 最終決戰！末代忍者的試煉最後決戰！終結忍者的試練                                 | - 晦正影 | 4.0%       | 下山健人 | 渡邊勝也   |
| 2016/1/24  | 2018/1/28  | 45           |          | 親子三世代！忍者全員集合親子三代！忍者全體集合                                   | - 巨大妖怪ガシャドクロ(餓者骷髏) x6 - 上級妖怪オボログルマ マーク(朧車)II | 4.9%       | 下山健人 | 渡邊勝也   |
| 2016/1/31  | 2018/2/4   | 46           |          | 終結的手裏剣，覺醒！終結手裏劍，甦醒！                                           | - 蛾眉雷蔵 - 有明の方 - アカイキュウビ | 4.6%       | 下山健人 | 中澤祥次郎 |
| 2016/2/7   | 2018/2/11  | 47（最終話） |          | 不忍未來嘿吆！不要忍，向未來歡呼！                                               | - 牙鬼幻月 - 牙鬼九右衛門新月 | 5.2%       | 下山健人 | 中澤祥次郎 |

## 音樂

### 片頭曲
「さぁ行け! ニンニンジャー!」
- 演唱：大西洋平
- 作詞：及川眠子
- 作曲／編曲：佐藤晃（日语：佐藤晃 (ミュージシャン)）

### 片尾曲
「なんじゃモンじゃ! ニンジャ祭り!」
- 演唱：伊勢大貴（日语：伊勢大貴）
- 作詞／作曲：奥田もとい（日语：奥田もとい）
- 編曲：Funta7（日语：Funta7）

### 插曲
「ギンギラニン！ニンニンジャー」（忍びの8-9、15、35、43）
作詞：桑原永江 / 作曲・編曲：佐藤晃 / 歌：大西洋平
忍びの41ではインストゥルメンタル版が使用された。
「忍ばず わっしょい！シュリケンジン」（忍びの5、8、40）
作詞：高取ヒデアキ / 作曲：山下康介 / 編曲：籠島裕昌 / 歌：高取ヒデアキ&宮島咲良 / 演奏：Z旗
「スターニンジャー☆パーリナイッ!!」(忍びの10、27)
作詞：マイクスギヤマ / 作曲・編曲：伊藤翼 / 歌：鎌田章吾
忍びの9ではインストゥルメンタル版およびカラオケ版、忍びの26ではインストゥルメンタル版のみが使用された。
「高めろ！忍タリティ！！」
作詞：坂井竜二 / 作曲：城戸紘志 / 編曲：水島康貴 / 歌：高橋秀幸
忍びの24ではインストゥルメンタル版が使用された。
「忍んでる場合じゃない！！」(忍びの25、28、40)
作詞：森由里子 / 作曲・編曲：佐藤清喜 / 歌：谷本貴義
忍びの43ではインストゥルメンタル版が使用された。
「超絶ライオンハオー！」(忍びの20、24)
作詞：坂井竜二 / 作曲・編曲：宮崎誠 / 歌：山形ユキオ
忍びの24では頭サビの歌詞を2番に入れ替えた物が使用され、「超絶ニンニンジャーVer.」と題して音源化されている。
「ジライヤ」(忍びの34)
作詞：山川啓介 / 作曲：鈴木キサブロー / 編曲：戸塚修 / 歌：串田アキラ
『世界忍者戦ジライヤ』OPテーマ。忍びの34ではアバンタイトルで前奏のみ、Cパートで歌唱版が使用された。
「SHI・NO・BI '88」
作詞：山川啓介 / 作曲：鈴木キサブロー / 編曲：戸塚修 / 歌：串田アキラ
『世界忍者戦ジライヤ』EDテーマ。忍びの34ではインストゥルメンタル版が使用された。
「Hi-Dee-Hoo! シュリケンジャー」
作詞：藤林聖子 / 作曲・編曲：三宅一徳 / 歌：高取ヒデアキ
『忍風戦隊ハリケンジャー』挿入歌。忍びの43ではアバンタイトルで前奏のみ、Cパートでインストゥルメンタル版が使用された。

### 角色曲
「Shooting Star」(忍びの36)
作詞：多和田秀弥&大西洋平 / 作曲・編曲：伊藤翼 / 歌：キンジ・タキガワ（CV：多和田秀弥）
「Take it easy」(忍びの38)
作詞：大西洋平 / 作曲・編曲：川島弘光 / 歌：加藤・クラウド・八雲（CV：松本岳）
「License A Go Go!」
作詞：坂井竜二 / 作曲：本田光史郎 / 編曲：睦月周平 / 歌：松尾凪（CV：中村嘉惟人）
「ほの風あした花」
作詞：藤林聖子 / 作曲：小野貴光 / 編曲：宮崎誠 / 歌：伊賀崎風花（CV：矢野優花）
「闇夜ノ月」
作詞：森由里子 / 作曲：小野貴光 / 編曲：新井理生 / 歌：十六夜九衛門（CV：潘めぐみ）

## 其他相關媒體

### 劇場版
- 《烈車戰隊特急者 VS 強龍者 THE MOVIE》

本作為《烈車戰隊特急者》與《獸電戰隊強龍者》的VS劇場版，本作亦是《超級戰隊祭》的第七部作品，忍忍者五位成員於本作先行登場，2015年1月17日上映。
- 《超級英雄大戰GP 假面騎士3號》

本作為《假面骑士Drive》與本作合作的劇場版作品，2015年3月21日上映。
- 《手裏劍戰隊忍忍者 THE MOVIE 恐龍殿下的驚天忍法帖！》

本作的獨立劇場版，2015年8月8日上映。
- 《手裏劍戰隊忍忍者 VS 特急者 THE MOVIE 忍者 In Wonderland》

本作與《烈車戰隊特急者》的VS劇場版，本作的第一部VS劇場版，本作亦是《超級戰隊祭》的第八部作品，2016年1月23日上映。
- 《劇場版 動物戰隊獸王者 VS 忍忍者 來自未來的訊息 from 超級戰隊》

本作與《動物戰隊獸王者》的VS劇場版，本作的第二部VS劇場版，本作亦是《超級戰隊祭》的第九部作品，亦是作為《超級戰隊祭》為主題的最後一部作品，2017年1月14日上映。
- 《假面騎士x超級戰隊 超 超級英雄大戰》

本作為《宇宙戰隊九連者》與《假面騎士EX-AID》共同合作特別劇場版，2017年3月25日上映，「青忍者」於本作登場。
- 《機界戰隊全開者 THE MOVIE 赤色戰鬥！全戰隊大集會！！》

本作為《機界戰隊全開者》的獨立劇場版，十六夜九衛門在本作中作為歷代怪人登場，2021年2月20日上映。

### 電視特輯
- 《連續4週特別篇 超級戰隊最強對戰!!》

《超級戰隊系列》電視特別節目，赤忍者於本作登場。
- 《手里剑战队忍忍者VS假面騎士Drive 春假合體1小時特別篇》

## 超級英雄時間相關條目
- 2015春《假面騎士Drive》（第19-48集）
- 2015秋《假面騎士Ghost》（第1-17集）

## 海外播放

### 香港
香港無綫電視翡翠台於2017年3月26日至2018年2月11日期間每週日上午9時30分以雙語廣播播放粵語配音版和日語版，其中粵語配音版配上繁體中文字幕經myTV SUPER網上直播及節目重溫。
| 香港 無綫翡翠台 星期日 09:30-10:00 2017年3月26日 09:35-10:05 2017年4月16日 09:30-09:55 | 香港 無綫翡翠台 星期日 09:30-10:00 2017年3月26日 09:35-10:05 2017年4月16日 09:30-09:55 | 香港 無綫翡翠台 星期日 09:30-10:00 2017年3月26日 09:35-10:05 2017年4月16日 09:30-09:55 |
| -------------------------------------------------------------------------------------- | -------------------------------------------------------------------------------------- | -------------------------------------------------------------------------------------- |
|                                                                                        | 手裏劍戰隊 （2017年3月26日﹣2018年2月11日）                                            |                                                                                        |
| 烈車戰隊 （2016年3月13日﹣2017年3月19日）                                              | 文化新領域 （2018年2月18日）（09:30-10:05）宇宙戰隊 （2018年2月25日﹣2019年1月20日）   |                                                                                        |

### 台灣
台灣由東森綜合台及東森超視台於前作《烈車戰隊特急者》播映完畢後，跳過本作直接播出《動物戰隊獸王者》。因此本作也是自《百獸戰隊牙吠連者》以來，繼《天裝戰隊護星者》之後，第二部沒有在台灣播出的戰隊劇集作品。台灣後來亦未播出《宇宙戰隊九連者》。

## 外部連結
- 《手裏劍戰隊忍忍者》朝日官網 （页面存档备份，存于）（日語）
- 《手裏劍戰隊忍忍者》東映官網 （页面存档备份，存于）（日語）
- 手裏剣戦隊ニンニンジャー的X（前Twitter）